# Couronnement de George VI et d'Elizabeth Bowes-Lyon
Le couronnement de George VI et de son épouse Elizabeth Bowes-Lyon en tant que souverains du Royaume-Uni et des dominions du Commonwealth britannique a eu lieu à l'abbaye de Westminster, à Londres, le 12 mai 1937. George VI est monté sur le trône lors de l'abdication de son frère, Édouard VIII, le 11 décembre 1936, trois jours avant ses 41 ans. Le couronnement d'Édouard VIII était prévu pour le 12 mai 1937 et il fut décidé de conserver le couronnement de son frère et de sa belle-sœur, à la même date.
Bien que la musique comprenait une gamme de nouveaux hymnes et que la cérémonie ait subi quelques modifications pour inclure les dominions, elle est restée une affaire largement conservatrice et a suivi de près le cérémonial du couronnement de George V en 1911. La cérémonie a commencé avec l'onction du roi, symbolisant son entrée spirituelle dans la royauté, puis son couronnement et son intronisation, représentant son accession à des pouvoirs et responsabilités temporels. Les pairs du royaume ont ensuite rendu hommage au roi avant qu'une cérémonie plus courte et plus simple n'ait lieu pour le couronnement de la reine. Le cortège de retour au palais de Buckingham était de plus de 10 km de longueur, ce qui en fait la plus longue procession de couronnement jusqu'à cette époque; des foules de gens se sont alignées dans les rues pour y assister, plus de 32 000 soldats y ont participé et 20 000 policiers ont balisé le parcours. Le couronnement a été marqué par l'émission de médailles officielles, de pièces de monnaie et de timbres, par des défilés militaires à travers l'Empire et par de nombreuses célébrations non officielles, notamment des fêtes de rue et la production de souvenirs. Le couronnement de ces deux souverains britanniques comme celui de la reine Élisabeth II 15 ans plus tard, a été beaucoup utilisé à des fins commerciales.
L'événement a été conçu pour être non seulement une onction sacrée et un couronnement officiel, mais aussi un spectacle public, qui était également prévu comme une exposition de la puissance de l'Empire britannique. Mai 1937 comprenait un programme d'événements royaux durant presque tout le mois pour commémorer et marquer l'occasion. En prélude au couronnement, des invités de tout l'Empire et du monde entier se sont réunis au palais de Buckingham et des réceptions officielles ont été organisées pour les accueillir; parmi les participants figuraient des princes indiens et, pour la première fois, des rois indigènes africains. Pour l'événement lui-même, les premiers ministres de chaque Dominion ont pris part à la procession à l'abbaye, en présence de représentants de presque tous les pays. Des contingents de la plupart des colonies et de chaque Dominion ont participé à la procession de retour dans les rues de Londres.
Les médias de l'époque ont également joué un rôle important dans la diffusion de ce spectacle d'apparat et d'impérialisme à l'Empire. Le couronnement a été un événement important dans l'histoire de la télévision, étant la première grande émission extérieure du pays, même si les caméras de télévision n'étaient pas autorisées à l'intérieur de l'abbaye. Ce fut aussi le premier couronnement à être filmé, ainsi que le premier à être diffusé à la radio.
Le couronnement de la reine Élisabeth II, en 1953, sera quant à lui le premier à être entièrement filmé.

## Contexte

### Accession

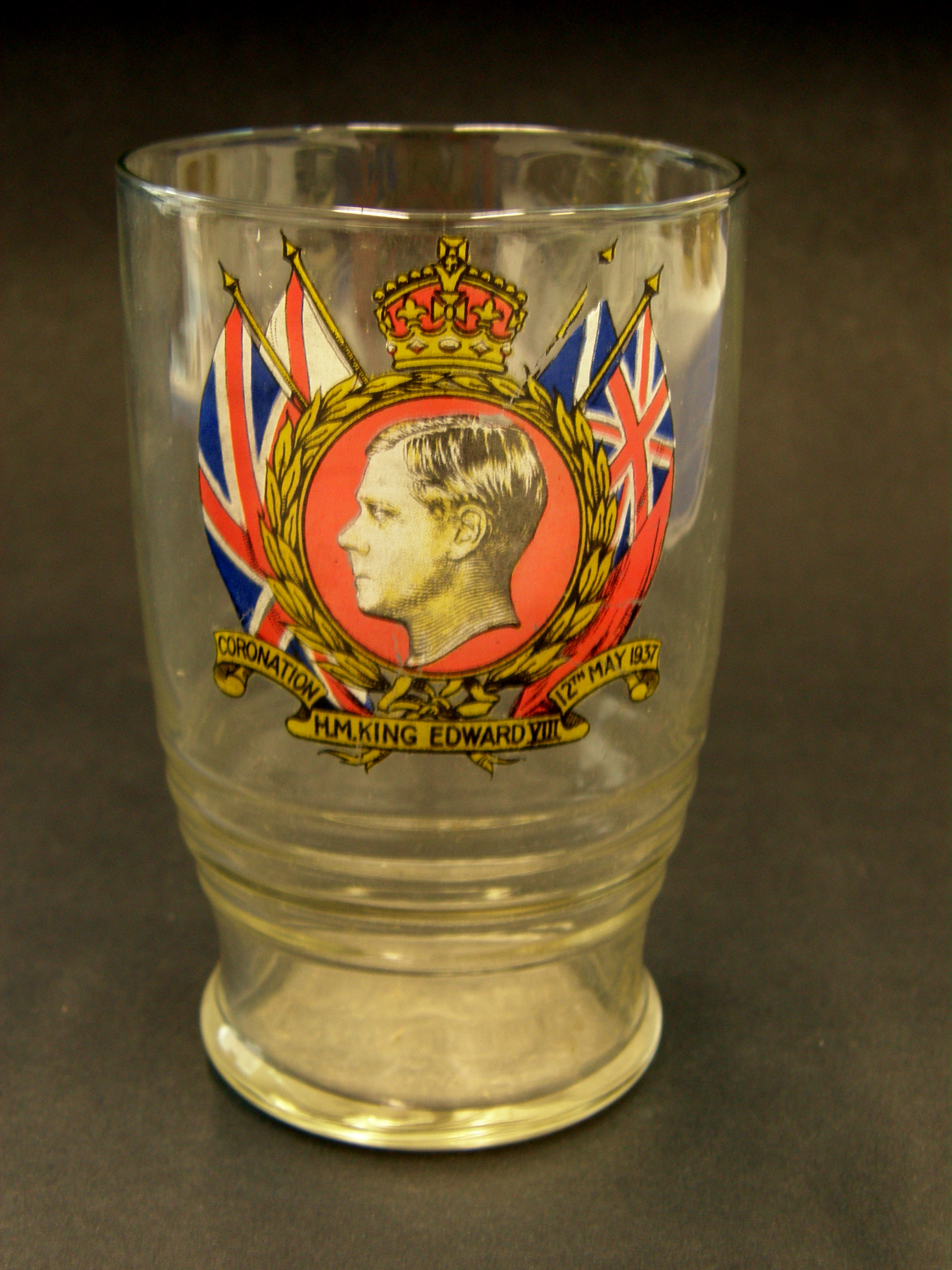
Un gobelet en verre commémoratif, produit pour le couronnement du roi Édouard VIII, prévu pour le 12 mai 1937.

En janvier 1936, le roi George V meurt et son fils aîné, Édouard VIII, lui succède comme souverain de l'Empire britannique. Célibataire à l'époque, il fréquentait déjà l'américaine Wallis Simpson, qui l'a accompagné à plusieurs reprises au cours de l'année 1936; elle était mariée au directeur des expéditions Ernest Aldrich Simpson et avait déjà divorcé une fois. La relation n'a pas été rapportée dans la presse britannique, mais a retenu l'attention des médias aux États-Unis; cette relation était controversée en raison de son divorce, un statut jugé incompatible avec la position du roi en tant que chef nominal de l'Église d'Angleterre, qui à l'époque ne permettait pas le remariage après le divorce.
En octobre 1936, Simpson demanda le divorce et le roi informe le Premier ministre, Stanley Baldwin, qu'il avait l'intention de l'épouser. Baldwin et plusieurs administrateurs impériaux de premier plan, comme des membres supérieurs de la maison royale ont informé le roi que l'opinion populaire dans les dominions était hostile au mariage proposé ; à la maison, le roi a également fait face à l'opposition de l'Église d'Angleterre et des factions au Parlement. La réticence généralisée à accepter Simpson comme épouse du roi et le refus d'Édouard de l'abandonner ont conduit à son abdication en décembre 1936.
Il a été remplacé par son frère cadet, George VI. Avant son accession, George était connu sous le nom de prince Albert, duc d'York ; son nom royal a été choisi en l'honneur de son défunt père. En 1923, il avait épousé Lady Elizabeth Bowes-Lyon, la fille du comte de Strathmore et de Kinghorne, qui devient après l'abdication, reine consort du Royaume-Uni.

### Cérémonie de couronnement
Bien que le règne du monarque britannique commence dès le décès ou l'abdication du monarque précédent, le service du couronnement marque leur investiture officielle. En 1937, la cérémonie a été organisée par un comité du couronnement, créé par le Conseil privé et présidé par le lord président du Conseil, une nomination politique; son élément central, le Comité exécutif, était présidé par le duc de Norfolk, qui a hérité de la fonction de comte maréchal, qui porte, par convention, la responsabilité de l'organisation et de la coordination de la cérémonie de couronnement,.

## Préparation

### Planification
Le Comité du couronnement avait été retardé lors de sa première réunion le 24 juin 1936 : Ramsay MacDonald, le lord président du Conseil, rencontra le duc de Norfolk pour discuter de la procédure ; MacDonald présiderait le comité du couronnement dans son ensemble et le duc présiderait le comité exécutif. Pendant qu'Édouard VIII était absent, naviguant sur le Nahlin avec Wallis Simpson, son frère, Albert, duc d'York (le futur George VI) siégeait à sa place dans les comités. Édouard VIII avait initialement été réticent à l'idée d'un couronnement (demandant à l'archevêque de Canterbury s'il pouvait être dispensé), mais il a reconnu qu'un service plus court serait acceptable; son désir d'un événement discret a conduit à l'abandon prévu de la procession royale à travers Londres le lendemain, le service d'action de grâce à la cathédrale Saint-Paul et le dîner avec des dignitaires de Londres.
Après l'abdication d'Édouard VIII, le comité de couronnement a continué de planifier l'événement pour George VI avec un minimum de perturbations; selon Sir Roy Strong, lors de la prochaine réunion après l'abdication « aucune référence n'a été faite du tout au changement de souverain, tout étant immédiatement supposé avoir été fait pour le nouveau roi ». Après l'abdication, cependant, de nombreux éléments traditionnels dont Édouard VIII se souciait moins ont été restaurés, la reine Mary s'intéressant à la conception des meubles et insistant sur une apparence plus traditionnelle; en effet, une grande partie du service et de l'ameublement devaient ressembler étroitement à ceux du couronnement de 1911 de George V.

### Archevêque de Cantorbéry

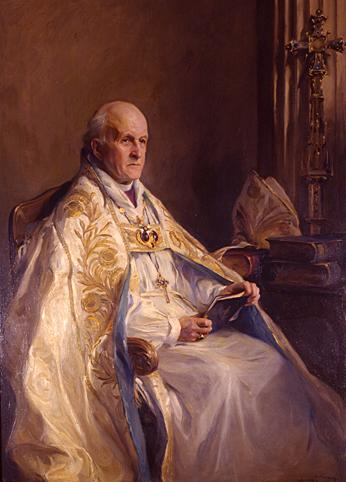
Cosmo Lang, peint en 1937 avec son couronnement face et mitre par Philip de László.

Bien que le Comité exécutif soit présidé par le comte maréchal, l'archevêque de Cantorbéry, Cosmo Lang, a également été le moteur des préparatifs du couronnement de 1937; et bon nombre des décisions concernant l'ordre de service ont été prises par lui ou avec lui. Il était membre d'office du Comité exécutif et du Comité du couronnement, qui s'occupait des détails et, à ce titre, il a assisté à toutes les répétitions. Il avait tendance à jouer un rôle de premier plan dans le processus de planification, à devenir un médiateur clé lorsque des questions se posaient et à traiter des questions sur la façon dont le service devrait être diffusé par les médias. Lang a également parlé à la nation par le biais des services de la BBC dans la perspective du jour du couronnement ; il a vu le couronnement comme une opportunité pour le renouveau spirituel de la nation, et il a organisé une campagne d'évangélisation appelée Rappel à la religion, qu'il a lancée le 27 décembre 1936 avec un discours sur la radio de la BBC. Il tenait également à ce que le roi et la reine comprennent les nuances religieuses du service et a tenu deux réunions avec le couple au préalable.
L'archevêque a rencontré le roi et la reine la veille de leur couronnement, parcourant la cérémonie et exposant les parties les plus importantes. Il était également préoccupé par le bégaiement du roi George et a discuté de la question avec Lord Dawson of Penn et Lord Wigram ; Lionel Logue était alors l'orthophoniste du roi et l'archevêque a discuté de le remplacer, mais a décidé de surveiller l'amélioration du roi et Logue est resté son thérapeute. En l'occurrence, le roi prononça son discours sans bégayer.

### Construction
Le couronnement a coûté 454 000 £, soit plus de trois fois le coût de la cérémonie de 1911. Ce coût comprenait la construction de l'annexe, qui a été construite comme un ajout temporaire à l'entrée de l'abbaye pour chaque couronnement. Au cours des années précédentes, il avait pris la forme d'une entrée gothique d'imitation, mais, comme vestige de l'attitude de modernisation d’Édouard VIII, il s'agissait désormais d'un design Art déco, orné de bêtes héraldiques stylisées et de tapisseries appartenant au duc de Buccleuch. Pour chaque couronnement, des sièges spéciaux ont également été construits pour accueillir le grand nombre d'invités ; 1937 a été la première année à utiliser des structures métalliques pour soutenir les sièges, sous la forme d'acier tubulaire. 400 tonnes ont été utilisées aux côtés de 72 000 mètres cubes de bois, 400 hommes travaillant à la construction. Le théâtre et le sacrarium ont également été abaissés au niveau du sol pour la première fois depuis la restauration [pas clair].

### Considérations impériales

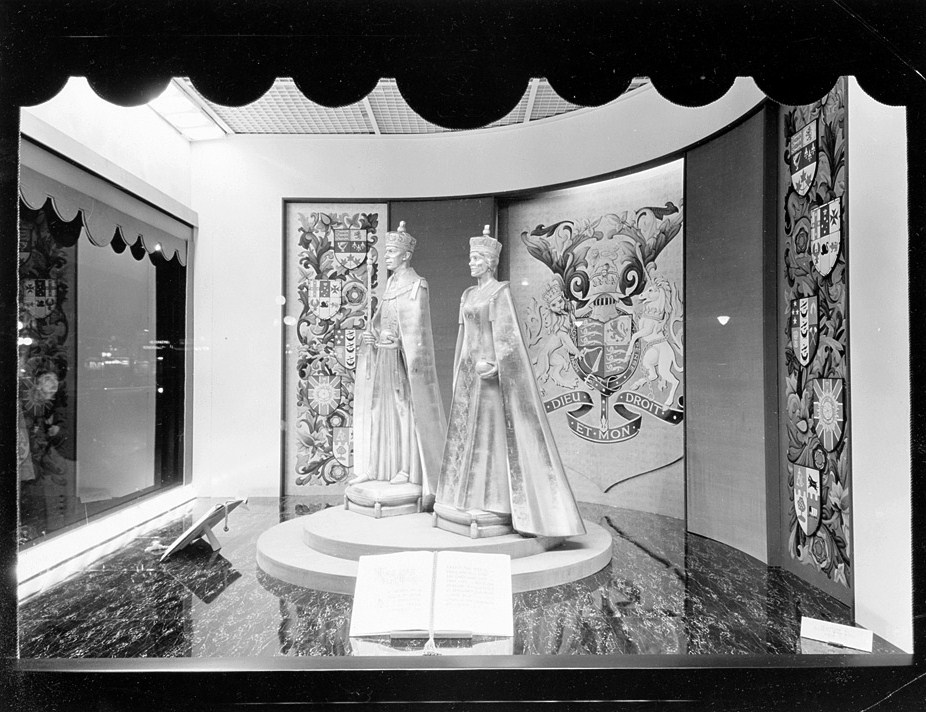
La fenêtre du grand magasin Eaton à Toronto affichant des mannequins de George et Elizabeth portant leurs couronnes et tenant des orbes

En 1911, les normes des dominions, communautés autonomes de l'Empire britannique, ont été portées pendant la procession, mais, après le Statut de Westminster de 1931, qui a établi l'égalité législative entre les dominions et le Royaume-Uni, le service réel et le rite de couronnement nécessaires pour être mis à jour pour refléter ce changement de pouvoir politique au sein de l'Empire. De plus, le fait que le service soit de rite anglican excluait les autres confessions et confessions ; en 1937, plusieurs dominions avaient des Premiers ministres catholiques et, à ce moment-là, les lois qui excluaient auparavant les personnes de la fonction publique pour des motifs religieux avaient été abrogées. Le Comité du couronnement a modifié le rite pour refléter ce changement; le roi jura maintenant de maintenir « la religion réformée protestante uniquement telle que établie par la loi au Royaume-Uni ». Pendant le règne d'Édouard VIII, un comité a été créé et présidé par le duc d'York pour enquêter sur la façon dont les représentants coloniaux pourraient être inclus dans la cérémonie, mais le comité n'a pas mis en œuvre de changements, sauf pour le serment du couronnement. Il s'agit du premier amendement au serment depuis le couronnement du roi Guillaume III et de la reine Marie II en 1689 .
Bien que 1937 ait vu une augmentation des contingents coloniaux participant à la procession et qu'un déjeuner officiel a été donné à Westminster Hall aux représentants parlementaires des États de l'Empire pour la première fois, le service lui-même a à peine été modifié pour refléter le nouveau statut des dominions.

## Invités
La cérémonie a été suivie par les filles du roi et de la reine, les princesses Elizabeth, devenue héritière présomptive de la Couronne, et Margaret, ainsi que par la mère du roi, la reine douairière Mary. Des membres de la famille royale élargie étaient présents, et tous les pairs et les députés ont été invités. Les principaux administrateurs coloniaux, les ambassadeurs, les princes indiens  et les Premiers ministres des dominions figuraient également sur la liste des invités. Les représentants de la classe ouvrière comprenaient des représentants des syndicats et des sociétés coopératives  tandis que les Africains autochtones étaient autorisés à y assister pour la première fois.
Les portes de l'abbaye ont été fermées aux invités à 8h30 le matin du couronnement. Le compte rendu officiel du cérémonial, publié dans la London Gazette, décrit le plan de salle : « Le Lords Spiritual était assis du côté nord de la zone, ou Sacrarium, le Lords Temporal dans le transept sud, et le Dowager Peeresses and Peeresses dans le transept nord. ».
Liste des invités royaux :
- Élisabeth du Royaume-Uni, fille aînée du roi.
- Margaret du Royaume-Uni, fille cadette du roi.
- Mary de Teck, mère du roi.
- Mary du Royaume-Uni, sœur du roi.
- George Lascelles, fils de la princesse Mary, neveu du roi.
- Gerald Lascelles, second fils de la princesse Mary, neveu du roi.
- Henry de Gloucester, frère du roi.
- Alice Montagu-Douglas-Scott, belle-sœur du roi.
- George de Kent, frère du roi.
- Marina de Grèce, belle-sœur du roi.
- Maud de Galles, reine de Norvège, tante du roi.

## Procession à l'abbaye

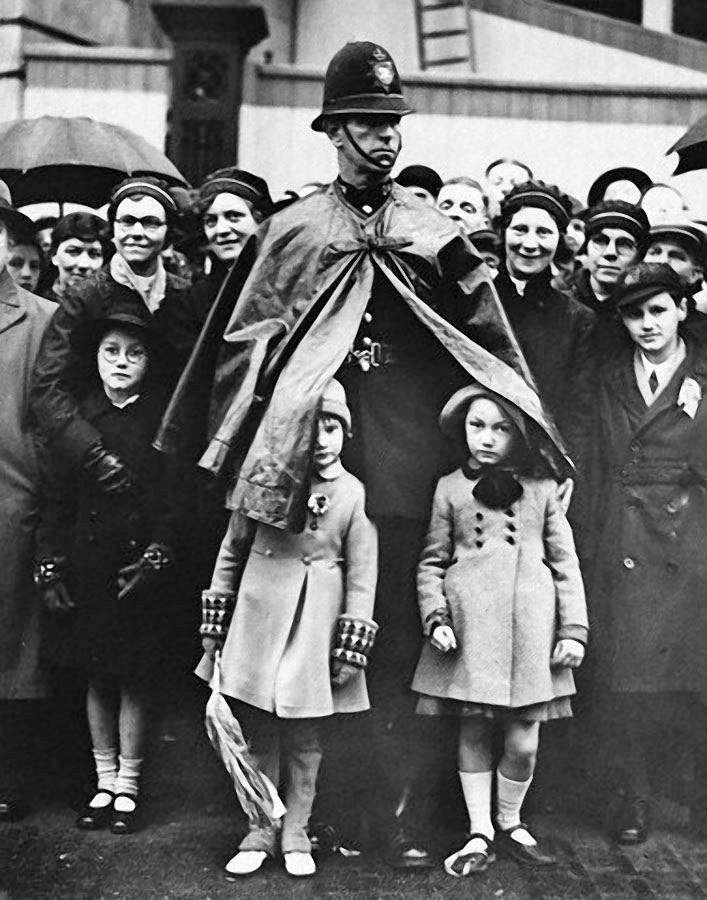
Une foule sur la place du Parlement attend de regarder la répétition du cortège du couronnement, deux jours avant la cérémonie du couronnement, 10 mai 1937

Avant le début de la cérémonie de couronnement, il y a traditionnellement une longue procession vers l'abbaye. La procession a quitté Buckingham et s'est dirigée vers le centre commercial, via Admiralty Arch, et vers le bas de Whitehall, avant d'entrer dans l'abbaye de Westminster.
Les premiers à participer à la procession étaient des membres et des proches de la famille royale et des représentants de la royauté étrangère et des chefs d'État ; ils ont quitté Buckingham Palace en voiture entre 8 h 40 et 8 h 45 et sont arrivés à l'abbaye dix minutes plus tard ; Les Premiers ministres britannique et du dominion[Lequel ?] suivent une demi-heure plus tard, partant à 9 h 15. À 9 h 49, des membres de la famille royale ont quitté le palais (la voiture de la reine Mary a quitté Marlborough House peu après à 10 h 13). Le roi et la reine ont ensuite voyagé dans le Gold State Coach depuis Buckingham à 10 h 43 ; leur procession était de loin la plus longue et comprenait de nombreux contingents militaires et délégués de Grande-Bretagne, des dominions et des colonies, ainsi que des membres du War Office, de l'armée, des commissions navales et aériennes et des aides de camp personnels.

## Procession dans l'abbaye

### Royaux mineurs et représentants étrangers
Les premiers arrivés en procession furent les membres de la famille royale et les représentants étrangers; ils sont arrivés dix minutes après avoir quitté le palais. Les membres royaux étaient conduits par deux officiers d'armes — le Bluemantle Pursuivant (RP Graham-Vivian) et le Portcullis Pursuivant (AR Wagner) — suivis de deux huissiers (le capitaine Humphrey Lloyd et le colonel Vivian Gabriel), et conduits à leurs sièges dans la galerie royale.
Les représentants royaux étrangers présents étaient :
- le prince Chichibu et la princesse Chichibu (représentant l'empereur du Japon) ;
- le comte de Flandre (représentant le roi des Belges) ;
- la princesse Juliana et le prince Bernhard des Pays-Bas (représentant la reine des Pays-Bas) ;
- le prince héritier et la princesse héritière de Norvège (représentant le roi de Norvège) ;
- le prince héritier et la princesse héritière de Suède (représentant le roi de Suède) ;
- le prince héritier et la princesse héritière de Danemark (représentant le roi de Danemark) ;
- le prince régent de Yougoslavie et la princesse Paul de Yougoslavie (représentant le roi de Yougoslavie) ;
- le grand-voïvode d'Alba Julia (représentant le roi de Roumanie) ;
- le prince héritier d'Arabie saoudite (représentant le roi d'Arabie saoudite) ;
- le prince de Preslav (représentant le tsar de Bulgarie) ;
- le prince héritier de Grèce (représentant le roi de Grèce) ;
- le prince Mohammed Abdul Moneim (représentant le roi d'Égypte) ;
- le comte Grandi (représentant le roi d'Italie) ;
- Seif Al Islam Hussein (représentant le roi du Yémen) ;
- Sirdar Shah Wali Khan (représentant le roi d'Afghanistan) ;
- le prince Chula Chakrabongse (représentant le roi du Siam) ;
- le prince Félix (représentant la grande-duchesse de Luxembourg) ;
- le dejazmach Makonnen Indalkatcho (représentant l'empereur d'Éthiopie) ;
- Sir Kaiser Shumshere Jung Bahadur Rana (représentant le maharajadhiraja du Népal) ;
- Ekrem Bey Libohova (représentant le roi des Albanais) ;
- Sayid Raouf Al Chadirji (représentant le roi d'Irak) ;
- Hassan Esfandiary (représentant l'empereur d'Iran) ;
- le comte Henri de Maleville (représentant le prince de Monaco).

Les représentants étrangers suivent vers 9 heures, accueillis par des membres supérieurs de la maison royale et du corps diplomatique Dirigé par le Rouge Croix Pursuivant (PW Kerr) et le Rouge Dragon Pursuivant (EN Geijer); ils ont été escortés à leurs sièges dans la chorale.

### Insignes royaux
Conformément à la tradition datant du règne de Charles II, les insignes ont été apportés au doyenné de Westminster la nuit avant le couronnement. Le personnel a commencé à travailler à 4 heures du matin, tandis que les invités ont commencé à arriver deux heures plus tard. La couronne impériale d'État avait été refaite pour l'occasion par les Crown Jewelers, Garrard & Co. La couronne de la reine Elizabeth était nouvelle et faite de platine ; il comportait le diamant Koh-i-Noor de la couronne de la reine Mary. La reine Elizabeth portait une robe en satin de soie, avec une broderie de fil d'or pur dans un motif rose et chardon. Il présentait également des dessins patriotiques de l'Empire britannique. La robe de velours doublée d'hermine avait un motif floral avec un contour doré. Pendant que la litanie était chantée, le chœur a conduit le doyen et les prébendaires de Westminster du haut de l'autel à 9 h 55 ; ils portaient les joyaux de la couronne et les insignes qu'ils déposèrent ensuite au vestibule. Le contrôleur du bureau du Lord-chambellan a ensuite remis les insignes au Lord-grand-connétable, qui à son tour les a remis au Lord-grand-chambellan ; les articles ont ensuite été remis à des pairs individuels, qui sont énumérés ci-dessous : 
| \| Insignes royaux \| Porteur \| Réf. \| \| Tenue de parade du roi \| Tenue de parade du roi \| Tenue de parade du roi \| \| --------------------------- \| ------------------------------ \| ---------------------- \| \| Bâton de saint Édouard \| Le vicomte Halifax \| [25] \| \| Sceptre avec la croix \| Le duc de Somerset \| \| \| Éperons d'or \| Lord Hastings et Lord Churston \| \| \| Épée de justice temporelle \| Le vicomte Trenchard \| \| \| Épée de justice spirituelle \| Lord Milne \| \| \| Épée de miséricorde \| Le comte de Cork et Orrery \| \| \| Épée d'État \| Le marquis de Zetland \| \| \| Sceptre avec la colombe \| Le duc de Richmond et Gordon \| \| \| Orbe du souverain \| Le duc de Sutherland \| \| \| Couronne de saint Édouard \| Le marquis de Salisbury \| \| \| Patène \| L'évêque de Norwich \| \| \| Calice \| L'évêque de Winchester \| \| \| Bible \| L'évêque de Norwich \| \| \| Regalia de la reine \| \| \| \| Tige d'ivoire \| Le comte de Haddington \| \| \| Sceptre avec la croix \| Le duc de Rutland \| \| \| La couronne de la reine \| Le duc de Portland \| \| |                                |        |
| Insignes royaux | Porteur                        | Réf.   |
| Tenue de parade du roi |                                |        |
| Bâton de saint Édouard | Le vicomte Halifax             | [ 25 ] |
| Sceptre avec la croix | Le duc de Somerset             |        |
| Éperons d'or | Lord Hastings et Lord Churston |        |
| Épée de justice temporelle | Le vicomte Trenchard           |        |
| Épée de justice spirituelle | Lord Milne                     |        |
| Épée de miséricorde | Le comte de Cork et Orrery     |        |
| Épée d'État | Le marquis de Zetland          |        |
| Sceptre avec la colombe | Le duc de Richmond et Gordon   |        |
| Orbe du souverain | Le duc de Sutherland           |        |
| Couronne de saint Édouard | Le marquis de Salisbury        |        |
| Patène | L'évêque de Norwich            |        |
| Calice | L'évêque de Winchester         |        |
| Bible | L'évêque de Norwich            |        |
| Regalia de la reine |                                |        |
| Tige d'ivoire | Le comte de Haddington         |        |
| Sceptre avec la croix | Le duc de Rutland              |        |
| La couronne de la reine | Le duc de Portland             |        |

### Entrée de la famille royale
Dirigés par deux officiers d'armes — le Rouge Croix Pursuivant et le Rouge Dragon Pursuivant — et deux huissiers (le contre-amiral Arthur Bromley et le lieutenant-colonel Henry De Satgé), les membres supérieurs de la famille royale arrivent à 10 h 15 et ont formé leur procession dans l'abbaye. La princesse royale était accompagnée des princesses Élisabeth et Margaret, suivies par les duchesses de Gloucester et Kent, puis, par paires, le prince et la princesse Arthur de Connaught ; la princesse Alice, la comtesse d'Athlone et Lady Patricia Ramsay ; et la princesse Marie Louise et la princesse Helena Victoria, chacune accompagnée d'un préposé, d'un porteur de traîne ou d'un transporteur de couronnes, selon le cas.
Vingt minutes plus tard, la reine de Norvège et la reine Mary arrivent, reçues par le comte-maréchal. Leur cortège prend une forme différente de celle des autres membres. Les Heralds de York et de Windsor sont en tête, suivis de GA Ponsonby (contrôleur de la maison de la reine Maud), puis de la reine de Norvège, assistée de Mlle von Hanno et suivie des Richmond et Chester Heralds . Ensuite, le seigneur Chamberlain de la reine Mary (le marquis d'Anglesey) dirige la reine Mary, dont le train était soutenu par quatre pages (le comte de Dalkeith, le marquis de Lansdowne, Gerald Lascelles et le vicomte Errington) et qui était assisté par la maîtresse de la Robes (la duchesse de Devonshire), deux dames de la chambre à coucher en attente, son secrétaire particulier, son contrôleur et trois écuries (deux ordinaires et une supplémentaire).

### Entrée du roi et de la reine
Une garde d'honneur s'était formée au vestibule et à l'entrée, et le roi et la reine sont arrivés à 11 heures. À leur entrée, ils sont accueillis par les grands officiers d'État, les archevêques et les pairs portant les insignes. Ils forment leur procession, dirigée par l'aumônier du roi et le chapitre de Westminster, qui ont été suivis par des représentants des Églises libres et de l'Église d'Écosse. La procession a impliqué tous les grands officiers d'État, les archevêques de Cantorbéry et York, le lord-maire de Londres, les officiers d'armes d'Angleterre et d'Écosse, les normes de chaque dominion, les Premiers ministres du Royaume-Uni et de chacun des dominions, et les fonctionnaires les plus hauts et les plus hauts gradés de la maison royale. Ils ont été suivis par douze membres du Yeoman de la garde et six de ses fonctionnaires. Le roi et la reine marchent entourés de leurs insignes, portés par les pairs désignés. Le roi George porte ses grandes robes d'État, qui devaient être portées par neuf pages. Ils passent devant le chœur, dans lequel étaient assis les représentants et délégués étrangers, avant de passer à travers l'écran; après cela, ils se sont assis ou se sont tenus dans leur secteur désigné et le roi et la reine ont pris leurs sièges dans les présidents d'État devant la boîte royale. Au fur et à mesure que le roi et la reine et la procession progressaient, la chorale chantait J'étais ravie des acclamations traditionnelles de Vivat Regina Elizabetha et Vivat Rex Georgius par les King's Scholars de Westminster School.

## Le service

Vue d'artiste du service de couronnement par Henry Charles Brewer (1866 - 1943) et publiée dans The Illustrated London News.

Le service de couronnement lui-même commence une fois la procession dans l'abbaye terminée et le roi et la reine assis. Commençant par la reconnaissance, le roi prête serment avant d'être oint par l'archevêque de Cantorbéry puis couronné. En tant que vestige des origines féodales de la cérémonie de couronnement, le roi reçoit ensuite l'hommage des pairs du royaume présents.
Il y a eu peu de départs des services effectués lors des couronnements précédents. Des efforts ont été faits pour raccourcir la durée de la procédure: la litanie a été chantée pendant la procession des insignes avant le début du service, et le sermon a été entièrement omis. Malgré cela, le service lui-même a duré deux heures et demie à l'exclusion des processions préliminaires.

### Reconnaissance, serment et onction du roi
La première partie du service a été la reconnaissance, où l'archevêque de Cantorbéry appelle les personnes présentes à proclamer leur reconnaissance du souverain comme leur roi légitime. Le roi est conduit par le roi d'armes de l'ordre de la Jarretière au trône de saint Édouard, et l'archevêque, selon la tradition, demande : « Messieurs, je vous présente ici le roi George, votre roi incontestable: c'est pourquoi tous ceux qui sont venus ce jour pour faire votre hommage et votre service, êtes-vous prêt à faire de même ? ». L'assistance répond haut et fort à chaque répétition : « Dieu sauve le roi George ». Le roi siège ensuite à la présidence de l'État et les insignes, à l'exception des épées, sont déposés sur l'autel. Le roi s'agenouille devant l'autel et prête sur la Bible son serment de couronnement, dont il signe une copie.
L'archevêque de Cantorbéry commence alors le service de communion, tandis que l'évêque de Londres lit l'épître et l'archevêque de York l'Évangile ; après la fin du service, le roi et la reine s'agenouillent pendant que le chœur chantait Veni, Creator Spiritus. Cela marque le début de l'onction du monarque, lorsque l'archevêque de Cantorbéry marque la tête du monarque avec de l'huile pour symboliser l'introduction du Saint-Esprit. Le chœur chante Zadok le prêtre de Haendel et l'archevêque prie, avant que le roi ne soit déshabillé et assis sur le trône de saint Édouard, la verrière portée par quatre chevaliers de la Jarretière placée sur lui. L'archevêque l'oint avec de l'huile de l'ampoule versée sur la cuillère d'onction.

### Couronnement du roi
En préparation de son couronnement, le roi, toujours sur le trône de saint Édouard, est investi des deux robes de couronnement, le Colobium Sindonis et le Supertunica par le doyen de Westminster. Ensuite, il est investi avec les insignes, dont chacun symbolise son progrès vers la royauté. Tout d'abord, le Lord-grand chambellan touche les talons du roi avec les Golden Spurs ; la grande épée d'État est déposée dans la chapelle Saint-Édouard et l'épée d'offrande ornée de joyaux est remise au roi par les archevêques et évêques, qui déclament : « Avec cette épée, rendez justice »; le roi offre ensuite cette épée à l'autel. Assis à nouveau, le Lord-grand chambellan attache ses bras et le doyen investit le roi avec la robe royale ; l'archevêque lui passe l'orbe et l'anneau au quatrième doigt et lui tend les deux sceptres — avec la croix (pour le pouvoir royal) et avec la colombe (pour « la miséricorde et l'équité »). Le comte de Lincoln, en tant que député du seigneur du manoir de Worksop, remet ensuite un gant que le roi portait.
Une fois orné de ses insignes et assis sur le trône, le roi George est couronné par l'archevêque de Canterbury et l'assistance proclame haut et fort : « Dieu sauve le roi »" (God save the King) ; les pairs portent leurs couronnes (la seule fois où cela se produit) et des tirs de fusils dans les parcs royaux sont donnés pour marquer le couronnement . La cérémonie semble se dérouler sans heurts, bien qu'il y ait eu quelques incidents discrets: l'archevêque de Cantorbéry a presque placé la couronne sur la tête du roi dans le mauvais sens, un évêque a marché dans le train du roi et un autre a caché les paroles du serment avec son pouce pendant que le roi le lisait.

### Intronisation et hommage au roi

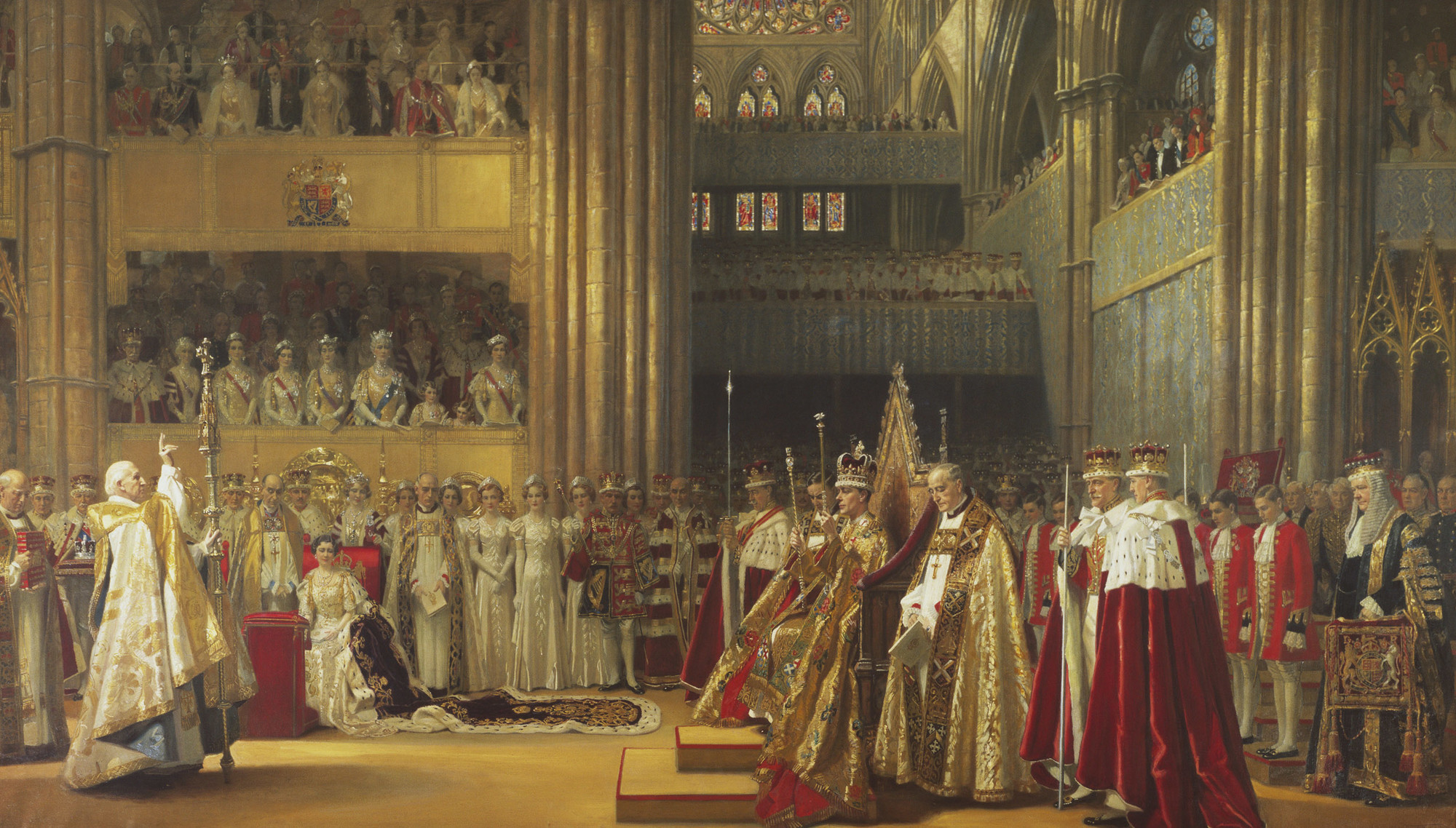
Une gravure d'après une peinture de Frank O. Salisbury de 1938, illustrant le service de couronnement.

Dans le texte du service, cette partie de la cérémonie a été décrite en utilisant le terme archaïque intronisation. L'archevêque de Cantorbéry présente la Bible au roi puis la donne au doyen qui la sur l'autel. Le roi remet le gant au seigneur chambellan de la maison et le sceptre avec la croix au seigneur du manoir de Worksop. La bénédiction suit, puis le roi passe à l'autre trône, accompagné des évêques de Bath et Wells et de Durham, des grands officiers d'État, des seigneurs portant les épées et des seigneurs qui avaient porté les insignes. L'archevêque s'agenouille et rend hommage au roi ; l'archevêque d'York fait de même, suivi par chacun des évêques. Les ducs du sang royal rendent ensuite hommage, suivis des seigneurs temporels (ducs, marquis, comtes, vicomtes, barons) ; six hymnes sont chantés par le Chœur pendant l'hommage : Ô venez serviteurs du Seigneur, Écoutez ma prière, ÔSeigneur, Ô frappez des mains ensemble, vous tous, Toutes les extrémités de le monde se souviendra d'eux-mêmes, Ô loue Dieu dans sa sainteté et Tu le garderas dans une paix parfaite.

### La reine
La reine est couronnée et ointe lors d'une cérémonie beaucoup plus courte et plus simple. Cela commence immédiatement après la fin de l'hommage au roi, lorsque la reine s'agenouille en prière devant l'autel. Elle va ensuite jusqu'au tabouret Faldstool, qui avait été placé devant l'autel, où elle s'est agenouillée sous un auvent, qui était tenu par les duchesses de Norfolk, Rutland, Buccleuch et Roxburghe. L'archevêque l'oint, place sur son quatrième doigt de sa main droite l'anneau de la reine, puis la couronne. Au même moment, les princesses et les pairs coiffent leurs couronnes. On lui remet ensuite son sceptre avec la croix et la verge d'ivoire avec la colombe, avant de marcher vers son propre trône à côté du roi, où elle était assise.

### Fin du service

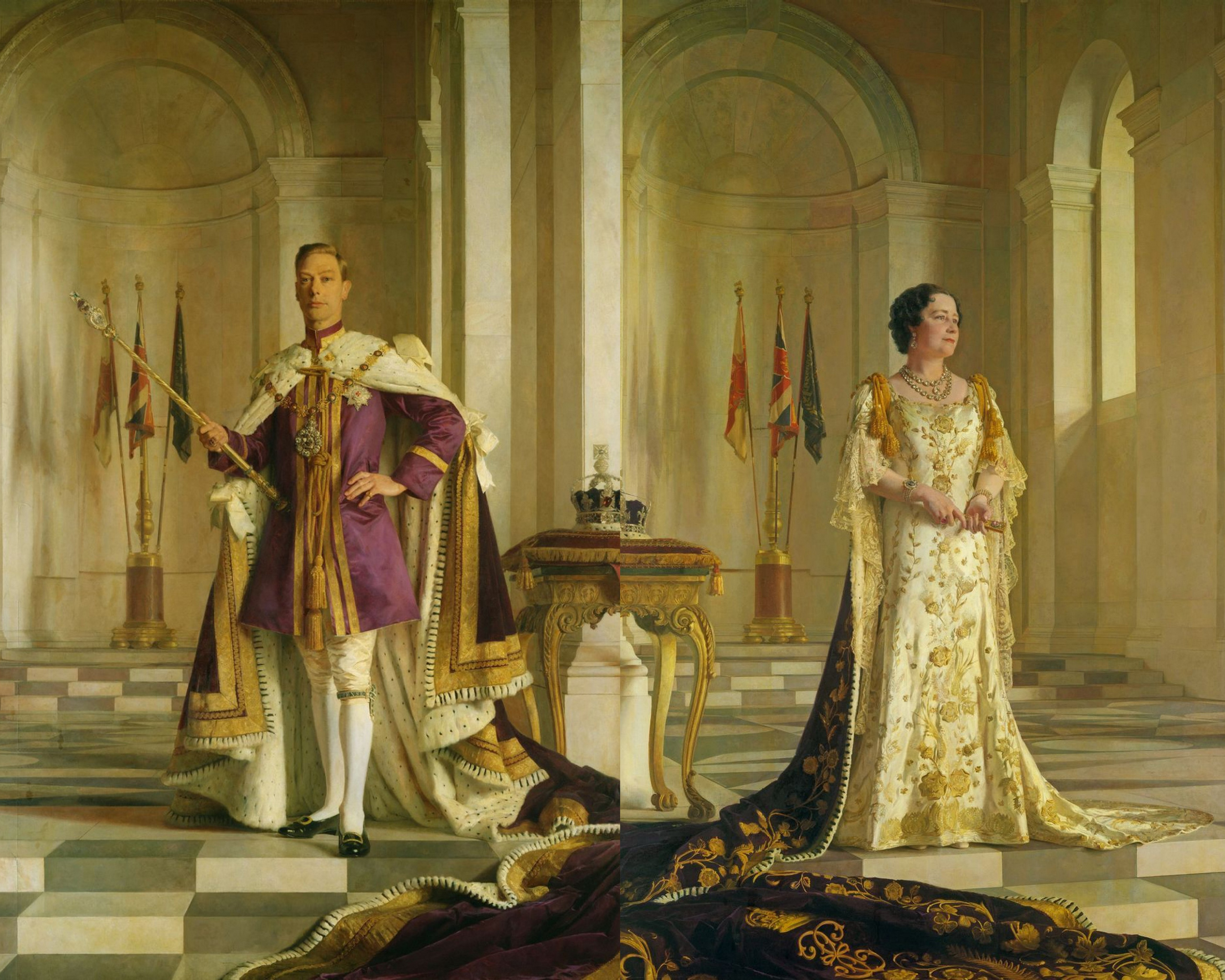
Portraits de couronnement du roi et de la reine.

L'Offertoire a suivi, dans lequel le roi et la reine offrent leurs insignes sur l'autel. Ils reçoivent ensuite la sainte communion de l'archevêque et leurs couronnes avant de retourner sur leurs trônes où ils rendent également leurs sceptres. Un Te Deum est chanté par le chœur. Une récréation s'ensuit, au cours de laquelle le roi et la reine se rendent à la chapelle Saint-Édouard. Là, le roi remet le sceptre avec la colombe à l'archevêque qui déposé sur l'autel. Les porteurs de l'Orbe, les Golden Spurs et le personnel de Saint-Édouard les ont remis au doyen de Westminster, qui les a déposés sur l'autel de la chapelle. Le roi est débarrassé de sa robe royale d'État par le grand chambellan et revêt la robe de velours violet. Le roi, qui porte maintenant la couronne impériale d'État, reçoit ensuite l'orbe de l'archevêque.
Pendant que le roi et la reine sont dans la chapelle, les officiers d'armes organisent la procession hors de l'abbaye, qui était de forme similaire à la procession dans l'abbaye. Le roi et la reine rejoignent la procession, le roi portant le sceptre avec la croix dans sa main droite et l'orbe dans la gauche, tandis que la reine porte son sceptre avec la croix dans sa main droite et la verge d'ivoire avec la colombe dans la gauche. Ils se rendent à la porte ouest de l'abbaye alors que l'hymne national, God Save the King, est chanté.

## Procession d'État au palais de Buckingham

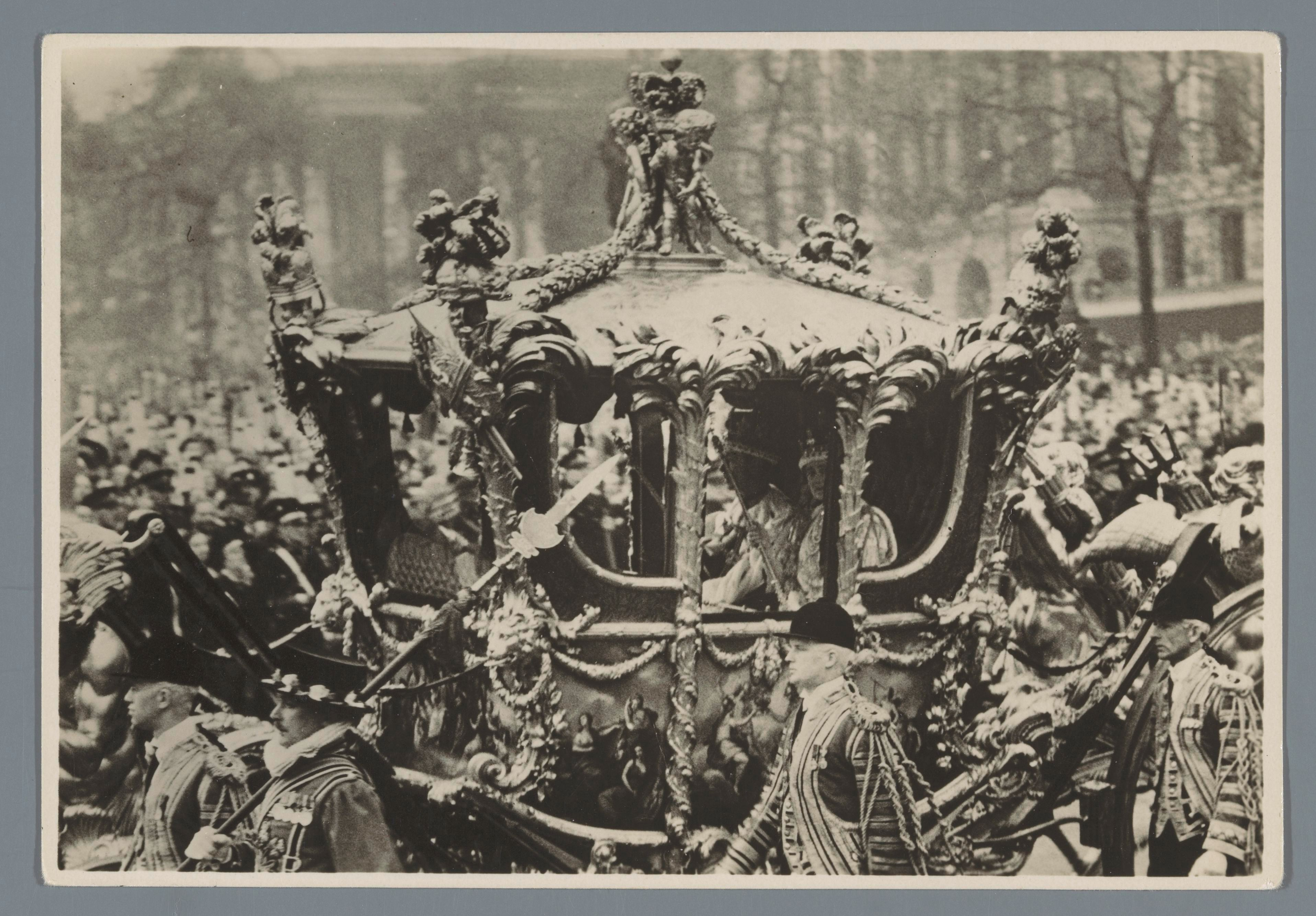
Le roi et la reine dans le Gold State Coach pendant la procession.

Comme lors des événements de 1902 et 1911, le couronnement a été suivi d'une procession dans les rues de Londres, de l'abbaye de Westminster à la résidence royale, permettant au public de voir le nouveau roi et la nouvelle reine. En 1937, cette route de retour a été considérablement étendue. De l'abbaye de Westminster, il contourne la place du Parlement et le Victoria Embankment (où 40 000 écoliers attendaient), puis le long de Northumberland Avenue, dans Trafalgar Square, jusqu'à Cockspur Street jusqu'à Pall Mall ; de là, le cortège remonte St James'Street, rejoint Piccadilly, puis Regent Street, puis à l'ouest le long d'Oxford Street, avant de passer Marble Arch puis de East Carriage Road, le long de Hyde Park ; de là, le cortège traverse Hyde Park Corner, puis à travers l'Arc de Wellington, sur Constitution Hill, puis de nouveau au palais de Buckingham.
La progression comprenait un grand nombre de militaires de tout l'Empire. Il y avait des détachements représentatifs de tous les éléments des forces armées britanniques et des forces de réserve, de l'armée indienne britannique et de la marine royale indienne, des contingents des dominions britanniques et un contingent représentant les forces de défense de l'empire colonial. Les contingents participants représentaient les sections suivantes de l'Empire : l'Inde, les dominions du Canada, d'Australie, de Nouvelle-Zélande, de Birmanie, de Terre-Neuve et d'Afrique du Sud, et les colonies de Rhodésie du Sud, du Kenya, d'Ouganda, du Tanganyika, du Nyassaland, de Gambie, de Côte-de-l'Or, de Sierra Leone, de Somalie, d'Aden, de Transjordanie, de Malte, des Antilles, de Guyane britannique, du Honduras, de Ceylan, des Malouines et de Hong Kong. Au total, 32 500 officiers et hommes marchaient ou bordaient la route. Dans l'ensemble, le cortège était de 2,0 milles (3,218688 km) de longueur et a pris 40 minutes pour passer un point donné. Le parcours de la procession était le plus long jamais enregistré (10 kilomètres). Avant et après l'événement, les troupes britanniques et du dominion étaient hébergées dans des camps temporaires à Kensington Gardens, Regent's Park, Primrose Hill, Olympia et Hampton Court ; les troupes coloniales étaient hébergées dans diverses casernes de Londres.

## La musique
Le directeur musical du service est Ernest Bullock, organiste et maître des choristes à l'abbaye de Westminster, en consultation avec le maître de la musique du roi, Henry Walford Davies. Le chœur de l'abbaye est complété par des chœurs de la chapelle royale, de la cathédrale Saint-Paul, de la chapelle Saint-Georges, de Windsor et de l'église du temple. Un orchestre composé de musiciens des principaux orchestres de Londres était dirigé par Adrian Boult.
La tradition exigeait l'inclusion de Zadok The Priest de George Frederick Handel (1727) et J'étais content de Hubert Parry (1902). Parmi les nouvelles œuvres écrites pour l'occasion, citons Confortare (Soyez forts et jouez l'homme) de Walford Davies et le Festival Te Deum en fa majeur de Ralph Vaughan Williams. L'œuvre la plus connue du couronnement de 1937 est peut-être une marche orchestrale de William Walton. C'était le désir de Bullock et Davies que le programme inclue de la musique « des Tudor à nos jours » et ainsi de nouvelles pièces ont été composées par Arnold Bax, Arthur Bliss et Granville Bantock, ainsi que Walton et Williams. La Couronne impériale de Walton est jouée pendant que le roi et la reine progressaient dans la nef ; La Marche d'hommage de Sigurd Jorsalfar (d'Edvard Grieg) de et la Marche du couronnement d'Edward German sont jouées à l'arrivée des princes et les princesses, puis de la reine Mary. Les œuvres chorales incluaient le chant traditionnel plain plain Veni, Creator Spiritus, William Byrd 's Creed and Sanctus, Christopher Tye 's O Come ye Servants of the Lord, Henry Purcell 's Hear My Prayer, Samuel Sebastian Wesley 's Thou Wilt Keep Him in Perfect Peace, Sir George Dyson 's O Praise God in Sa sainteté, Sir Edward Bairstow 's Let My Prayer Up Up in Thy Presence et Dr William Henry Harris 's Offertorium.
| Title of piece                                                                                          | Composer                                             |                          |
| Music before the Service                                                                                | Music before the Service                             | Music before the Service |
| --- | ---------------------------------------------------- | ------------------------ |
| Concerto in D (entrance of the Royal Family)                                                            | George Frederick Handel (arranged by Hamilton Harty) |                          |
| Marching Song                                                                                           | Gustav Holst                                         |                          |
| French Military March (entrance of the Foreign Representatives)                                         | Camille Saint-Saëns                                  |                          |
| Prelude Khovanchtchina                                                                                  | Modest Mussorgsky                                    |                          |
| Italiana                                                                                                | arranged by Ottorino Respighi                        |                          |
| Entracte III in B flat from Rosamunde                                                                   | Franz Schubert                                       |                          |
| Finale of the Symphony No. 1                                                                            | Johannes Brahms                                      |                          |
| Slow movement from the Symphony No. 3                                                                   | Sir Arnold Bax                                       |                          |
| Prelude in C minor (organ only)                                                                         | Johann Sebastian Bach                                |                          |
| "Ein feste Burg ist unser Gott" (Regalia procession in the cloister)                                    | Martin Luther                                        |                          |
| Hymn: “Oh most merciful” (Regalia procession in the Abbey)                                              | Charles Wood                                         |                          |
| The Litany for Five Voices: “O God the Father of Heaven” (Regalia Procession from Theatre to West Door) | Thomas Tallis                                        |                          |
| Canticum Fidei (Regalia Procession)                                                                     | Thomas Dunhill                                       |                          |
| King’s Herald                                                                                           | Herbert Howells                                      |                          |
| Finale of the Enigma Variations                                                                         | Sir Edward Elgar                                     |                          |
| Huldigungs March (entry of the Princes and Princesses)                                                  | Edvard Grieg                                         |                          |
| Minuet from Saul                                                                                        | George Frederick Handel                              |                          |
| Coronation March (entry of Queen Mary)                                                                  | Sir Edward German                                    |                          |
| Crown Imperial Coronation March                                                                         | William Walton                                       |                          |
| Minuet from Arminius                                                                                    | George Frederick Handel                              |                          |
| Gavotte from Otho                                                                                       | George Frederick Handel                              |                          |
| Trumpet tune from Diocletian                                                                            | Henry Purcell                                        |                          |
| Imperial March (entry of the King and Queen)                                                            | Sir Edward Elgar                                     |                          |
| Music during the Service                                                                                |                                                      |                          |
| Fanfare A                                                                                               | Sir Ernest Bullock                                   |                          |
| Anthem: “I was glad”                                                                                    | Hubert Parry                                         |                          |
| Introit: “Let my prayer come up”                                                                        | Edward Bairstow                                      |                          |
| Credo                                                                                                   | William Byrd                                         |                          |
| "Veni Creator Spiritus" (Original VIII Mode Melody)                                                     | Traditional                                          |                          |
| Anthem: "Zadok the Priest"                                                                              | George Frederick Handel                              |                          |
| Confortare: "Be strong"                                                                                 | Henry Walford Davies                                 |                          |
| Anthem: "O clap your hands together"                                                                    | Orlando Gibbons                                      |                          |
| Anthem: "All the ends of the world"                                                                     | William Boyce                                        |                          |
| Anthem: "O Praise God in his holiness"                                                                  | George Dyson                                         |                          |
| Anthem: "Thou wilt keep him in perfect peace"                                                           | Samuel Sebastian Wesley                              |                          |
| Offertorium: "O hearken thou"                                                                           | William Henry Harris                                 |                          |
| Sanctus                                                                                                 | William Byrd                                         |                          |
| Pater Noster                                                                                            | John Merbecke                                        |                          |
| Gloria in Excelsis in B-flat                                                                            | Charles Villiers Stanford                            |                          |
| Threefold Amen                                                                                          | Orlando Gibbons                                      |                          |
| Festal Te Deum in F                                                                                     | Ralph Vaughan Williams                               |                          |
| God Save the King                                                                                       | Traditional                                          |                          |
| Music after the Service                                                                                 |                                                      |                          |
| Pomp and Circumstance March No. 1                                                                       | Sir Edward Elgar                                     |                          |
| Pomp and Circumstance March No. 4                                                                       | Sir Edward Elgar                                     |                          |

## Commentaire
Malgré un certain nombre de problèmes, décrits ci-dessus, le couronnement s'est relativement bien déroulé. Il a été quelque peu éclipsé dans l'histoire par le plus grand couronnement d'Élisabeth II en 1953 ; le sacristain de l'abbaye, Jocelyn Perkins, a déclaré que l'événement de 1953 était « de loin le plus impressionnant » des couronnements de 1953, 1937 et 1911. Néanmoins, un certain nombre de personnes présentes, y compris le roi, ont commenté en privé la spiritualité de la cérémonie. Bien qu'elle se souvienne qu'elle était « excessivement longue » et qu'elle se souvienne de la lourdeur de la couronne et des robes, la reine a dit que c'était « merveilleux et qu'il y avait un grand sentiment de s'offrir ». Le roi a écrit à Lang pour le remercier de son soutien et, bien qu'il ait dit que c'était une « épreuve », il a également écrit : « Je sentais que j'étais aidé tout le temps par quelqu'un d'autre comme vous l'aviez dit ».

## Couverture médiatique

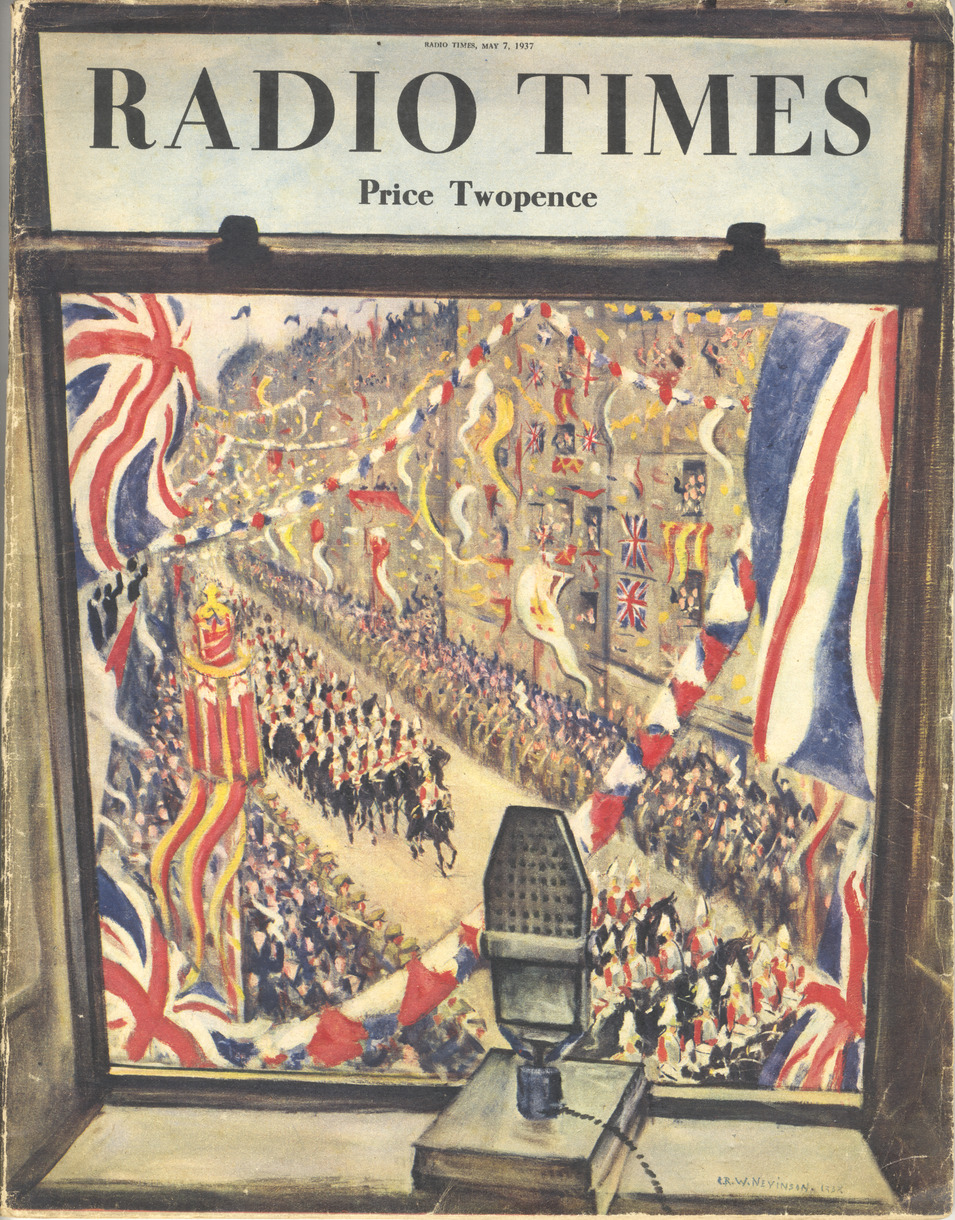
Couverture du Radio Times, édition du 7 mai 1937, marquant le couronnement de George VI du Royaume-Uni ; peinture de Christopher Nevinson

### Radio
La cérémonie du couronnement elle-même n'a pas été télévisée, mais il s'agit du premier service de couronnement à être diffusé à la radio ; 28 microphones ont été placés autour de l'abbaye pour capter la musique et la parole. Il n'y eut aucun commentaire, mais le révérend Frederick Iremonger, directeur de la religion à la BBC et aumônier honoraire du roi, a lu les rubriques ou les instructions écrites du livre de service depuis un siège haut dans le triforium sur la chapelle Saint Édouard. Pendant les parties les plus sacrées du service, la consécration et la Sainte Communion, les microphones ont été coupés et les auditeurs ont entendu des hymnes chantés par le chœur de l'église St Margaret, Westminster. La capacité de projeter le service aux citoyens de l'Empire a permis au couronnement de poursuivre les ambitions impériales de la Grande-Bretagne ; comme l'écrivait Range : « avec le XXe siècle, il y eut aussi une prise de conscience accrue des ... qualités propagandistes de l'événement »".
La BBC et la CBC ont transmis conjointement la proclamation de George VI. Avant le couronnement, la BBC a organisé des entretiens par les ministres qui devaient être diffusés sous le nom de Responsabilités de l'Empire, ainsi que The Empire's Homage, avec des messages d'officiers coloniaux et de citoyens de tout l'Empire. L'Empire Service de la BBC a diffusé l'ensemble du service, d'une durée de deux heures et demie.

### Télévision
Le cortège est retransmis sur le service de télévision de la BBC, qui ne fonctionnait que depuis novembre dernier. Plusieurs tonnes de câbles de télévision, mesurant 8 miles, ont été posées dans le centre de Londres  afin que les images de trois caméras de télévision Emitron puissent être envoyées au centre de transmission d'Alexandra Palace. Le commentaire est dit par Frederick Grisewood, qui était avec les caméras à Hyde Park Corner. La couverture de la procession est considérée comme la première émission extérieure de la BBC. En examinant l'émission, le Daily Telegraph commente : "« À cheval et à pied, le cortège du couronnement est entré dans les foyers anglais hier », tandis que le Daily Mail écrit : « Lorsque le roi et la reine sont apparus, l'image était si vivante que l'on a senti que cette télévision magique va être l'une des plus grandes inventions modernes. ».

### Dans les actualités
Le service de couronnement de George VI a été le premier filmé ; les 40 équipes de tournage à l'intérieur de l'abbaye devaient porter une robe de soirée. Il a ensuite été montré sous forme éditée comme un film d'actualités dans les cinémas de l'Empire britannique. Le service a ensuite été diffusé à partir de ces enregistrements, les autorités ne censurant qu'une petite section : un clip de la reine Mary essuyant une larme de son œil.

## Distinctions honorifiques et commémorations officielles

### Programme des célébrations et événements royaux

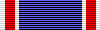
Le ruban de la médaille du couronnement du roi George VI.

Outre la cérémonie du couronnement elle-même, un programme d'événements officiels d'une durée de 23 jours s'est déroulé pendant la majeure partie de mai 1937. Le couronnement de 1902 fut le premier à voir un tel programme mis en œuvre, mais 1937 fut presque deux fois plus long, et, s'appuyant sur des développements similaires en 1911, ce fut un spectacle très public ; Sir Roy Strong fait valoir que les festivités d'un mois ont été conçues pour « retrouver la confiance de la nation » après la crise de l'abdication. La première semaine a vu des réceptions pour les visiteurs étrangers et les délégués, tandis qu'un banquet d'État a eu lieu le 10 mai, mais les semaines qui ont suivi le couronnement ont vu plus de spectacles publics ; le lendemain, une promenade royale à travers le nord de Londres, le 16 mai, un déjeuner à Guildhall avec des dignitaires londoniens et l'Empire Service of Youth à Westminster. Les 20 et 21 mai, le roi et la reine inspectent les flottes et visitent les vaisseaux amiraux, tandis que le 22 mai, la reine visite Hyde Park pour inspecter les ambulances de St John's, puis traverse une autre zone du nord de Londres.

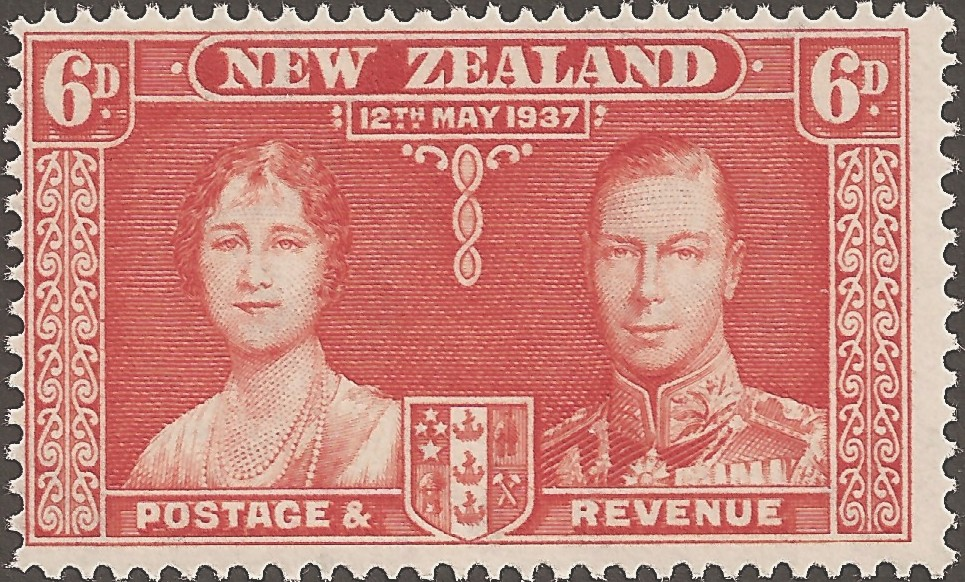
Timbre commémoratif, émis en Nouvelle-Zélande.

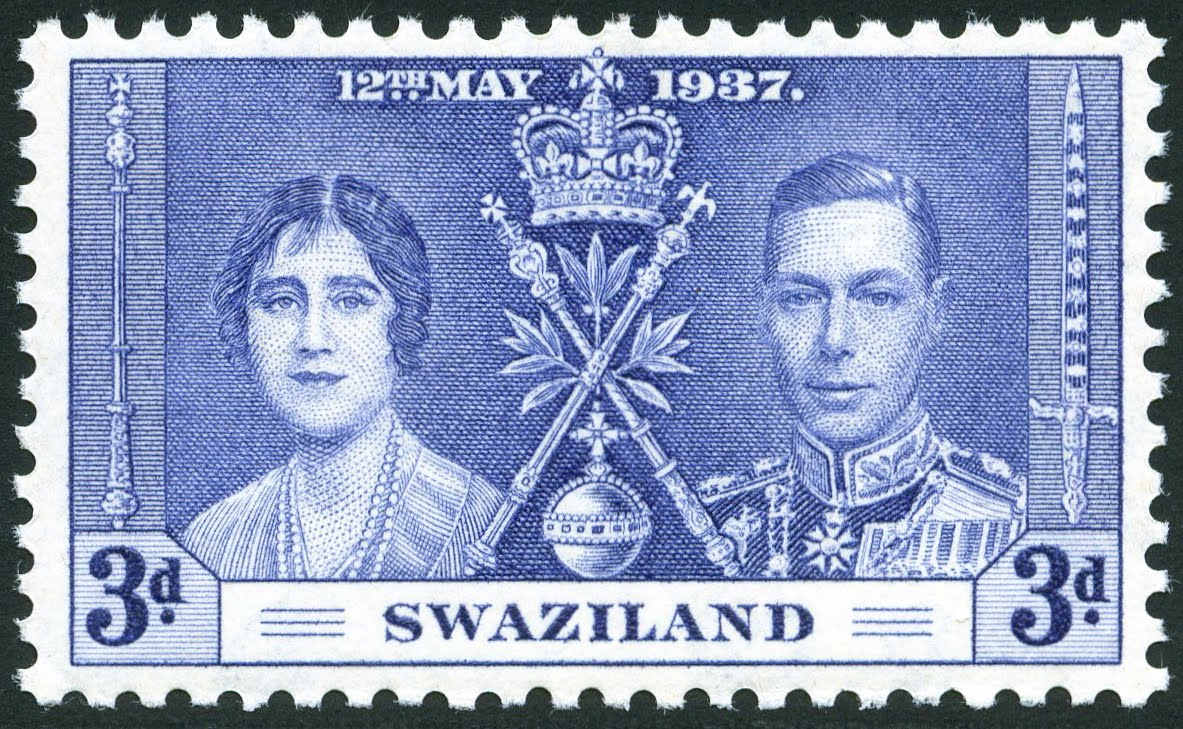
Un autre timbre, émis par le Swaziland.

### Distinctions, médailles, pièces et timbres du couronnement
Le roi marque l'occasion de son couronnement en conférant des honneurs à un groupe restreint de ses sujets ; en tout, treize pairies et sept baronnets sont crés, tandis que des nominations sont faites au Conseil privé et aux ordres de la Jarretière, du Chardon, du Bain, du Mérite, de l'Étoile de l'Inde, de Saint-Michel et Saint-Georges et de l'Ordre royal de Victoria. Une médaille officielle est également frappée pour marquer l'occasion, comme c'est la coutume ; cependant, contrairement aux médailles du couronnement de son père et de son grand-père, elle est produite dans une seule classe. La médaille est décernée à 90 279 personnes de tout l'Empire. Le Canada, par exemple, en reçoit un peu plus de 10 000, dont beaucoup sont décernées aux commandants des forces armées, aux ministres, aux sénateurs et à leur personnel ainsi qu'au personnel du gouverneur général.
La Monnaie royale émet deux ensembles de pièces spéciaux de 1937 comprenant les pièces de monnaie de cette année et des numéros commémoratifs. 5 501 souverains et demi-souverains en or sont frappés (les seuls du règne de George VI). De plus, plus de 400 000 couronnes de couronnement sont émises, plus de 26 000 couronnes à l'épreuve. La Poste royale avait prévu d'émettre des timbres commémoratifs spéciaux pour marquer le couronnement d'Édouard VIII mais, lors de son abdication, il n'était pas certain qu'un nouveau dessin pouvait être préparé à temps. Il demande à Eric Gill de lui soumettre des dessins pour un timbre de 1½ d. Un autre artiste, Edmund Dulac, a également soumis deux plans. Le roi accepte ceux de Dulac et ils ont été imprimés en brun avec une touche de violet le lendemain du couronnement.

## Autres célébrations et commémorations

### Royaume-Uni
Les rues le long du parcours du cortège étaient bondées de monde, les femmes estimant, selon un journal, deux fois plus d'hommes que de femmes. Au total, 20 000 policiers sont déployés pour délimiter l'itinéraire et garder la foule calme et, à part un « écrasement dense » à Trafalgar Square, que la police a dispersé, il y a eu peu de problèmes avec la gestion du public à Londres. À Londres et ailleurs en Grande-Bretagne, le couronnement devient une occasion sociale, avec des fêtes de rue qui ont lieu, au cours desquelles les habitants et les communautés ferment les routes, décorent leurs rues de banderoles et de drapeaux et organisent un déjeuner de célébration ; les Pearly Kings and Queens, une partie traditionnelle de la culture de la classe ouvrière à Londres, se sjoignent aux festivités et se moquent théâtralement de la famille royale.

### Empire
Les Archives nationales ont publié des photos des célébrations du couronnement de tout l'Empire britannique où diverses commémorations ont eu lieu. Il s'agit notamment de défilés militaires, d'événements sportifs et de services religieux, et la galerie ci-dessous montre des exemples de ces événements commémoratifs :

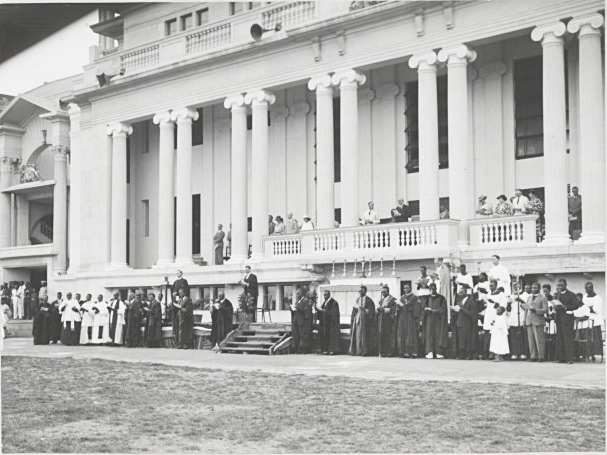
United Religious Service, High Court building, Accra.
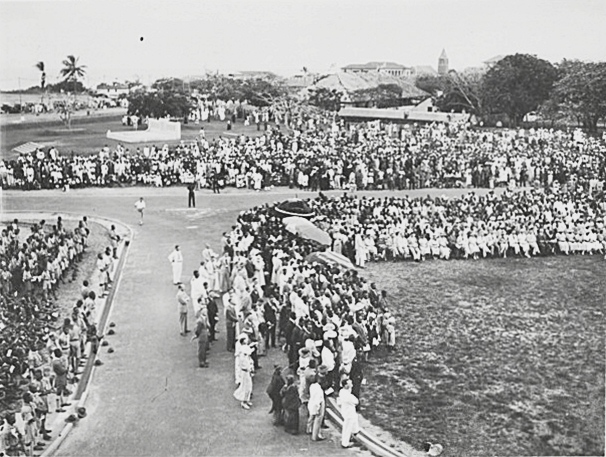
Service religieux uni, Gold Coast.
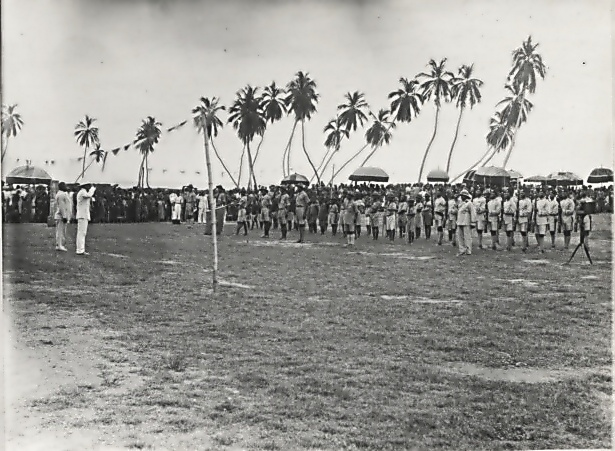
Défilé du jour du couronnement, marais salant.
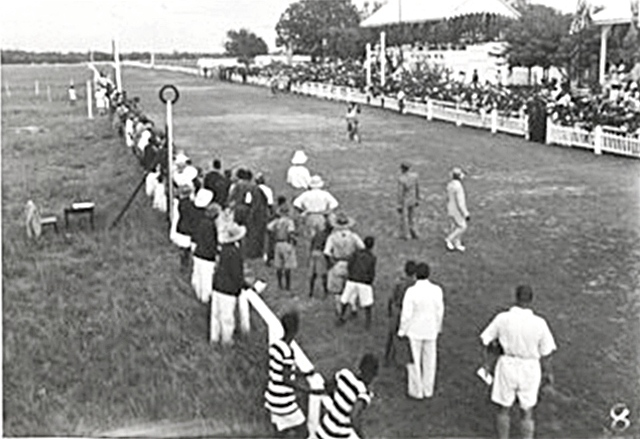
Événement d'athlétisme, peut-être à Accra.
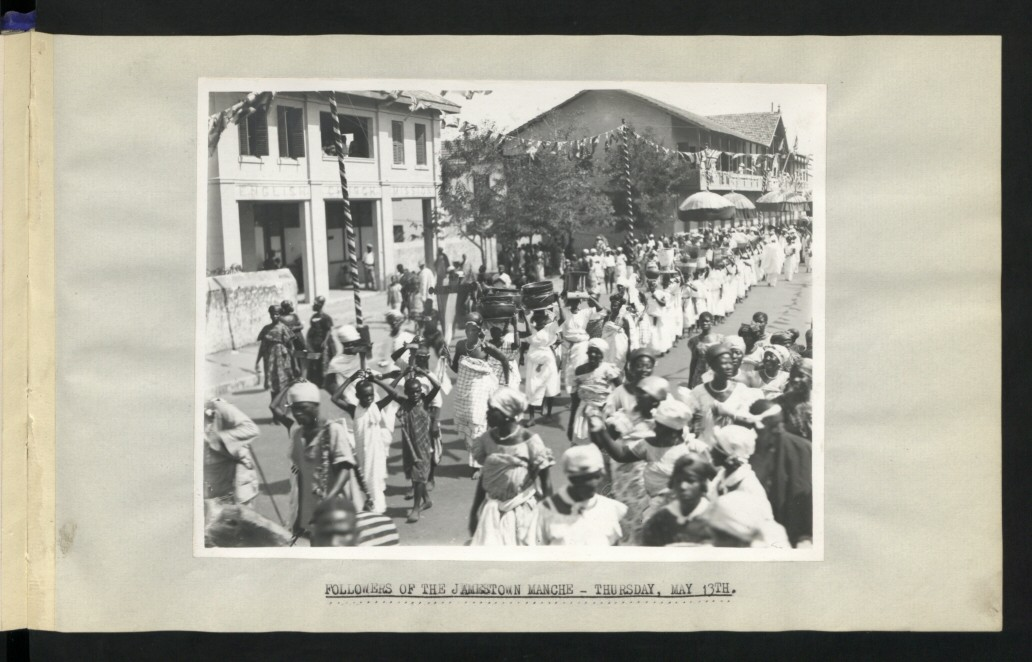
Jamestown, Gold Coast.
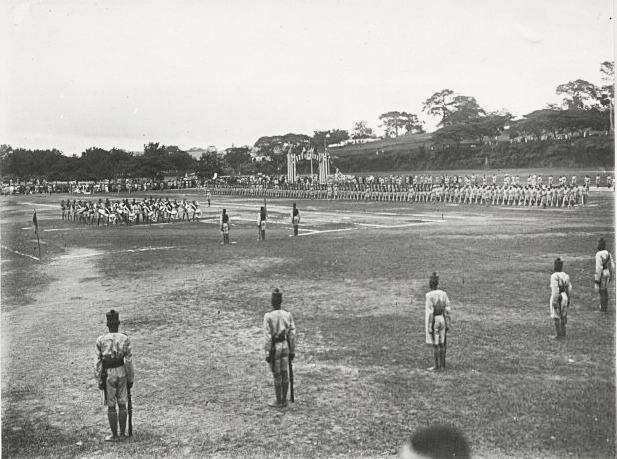
Défilé de cérémonie, Kumasi.
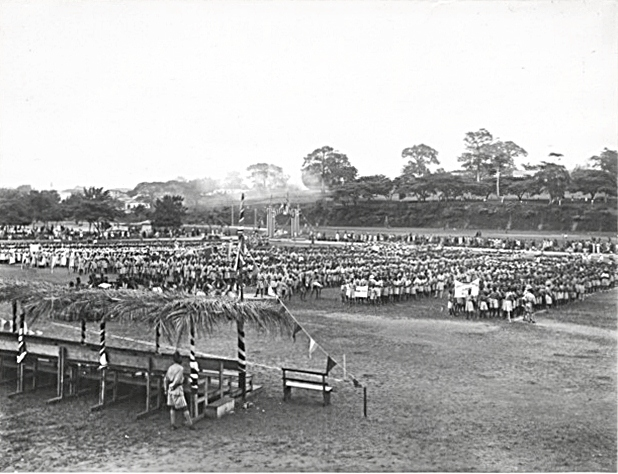
Distribution de souvenirs aux écoliers.

### Souvenirs
Le couronnement a été capitalisé par les fabricants comme moyen de vendre du matériel commémoratif. Des enregistrements du service ont été mis en vente, tandis que de la verrerie et de la poterie ont également été réalisées pour commémorer l'événement. Au Canada, par exemple, au moins cinq livres de cuisine ont été imprimés pour marquer le couronnement.

## La revue du couronnement de la flotte

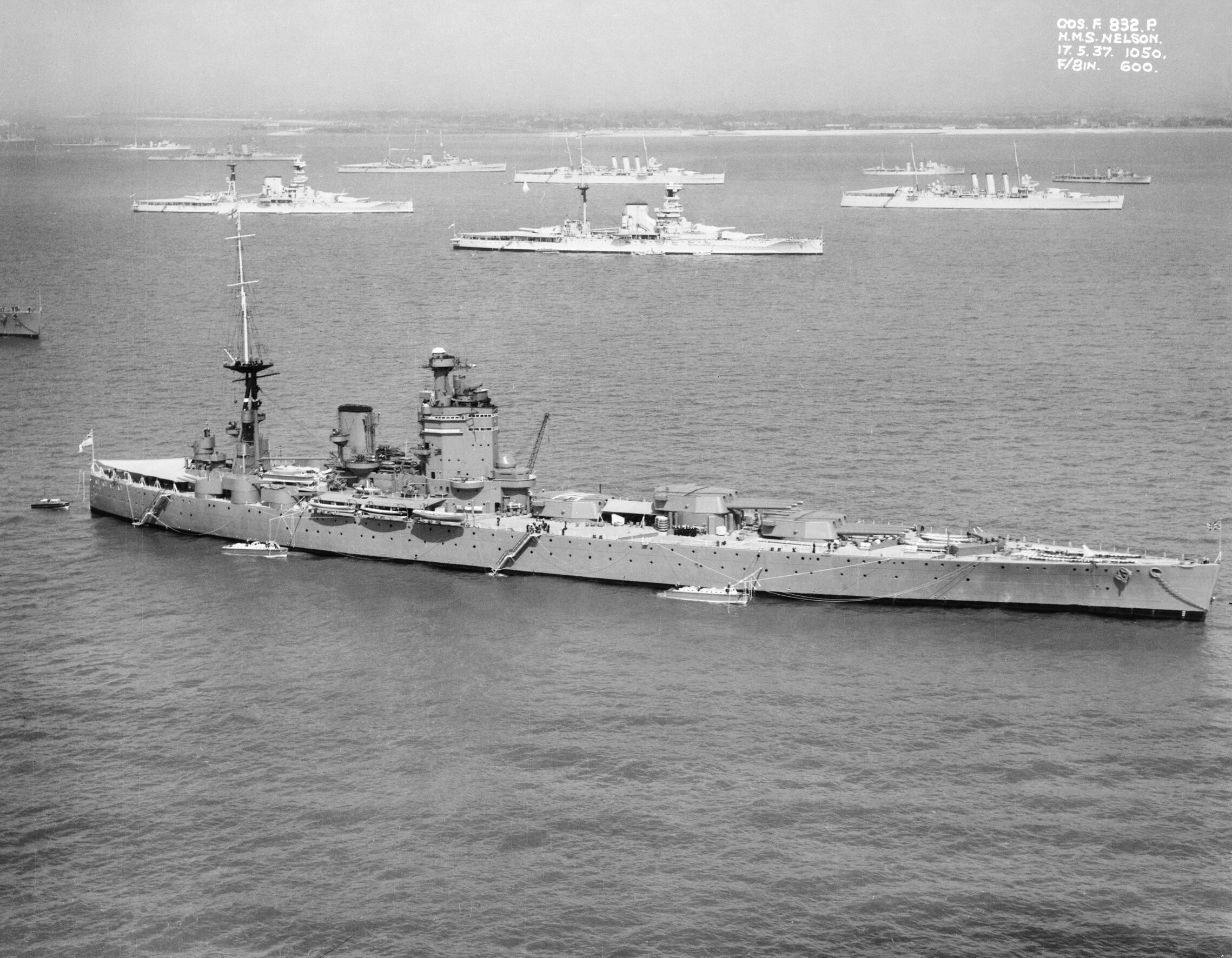
Le cuirassé au large de Spithead pour la Fleet Review de 1937. À l'arrière-plan se trouvent deux cuirassés de classe Queen Elizabeth et deux croiseurs de classe London.

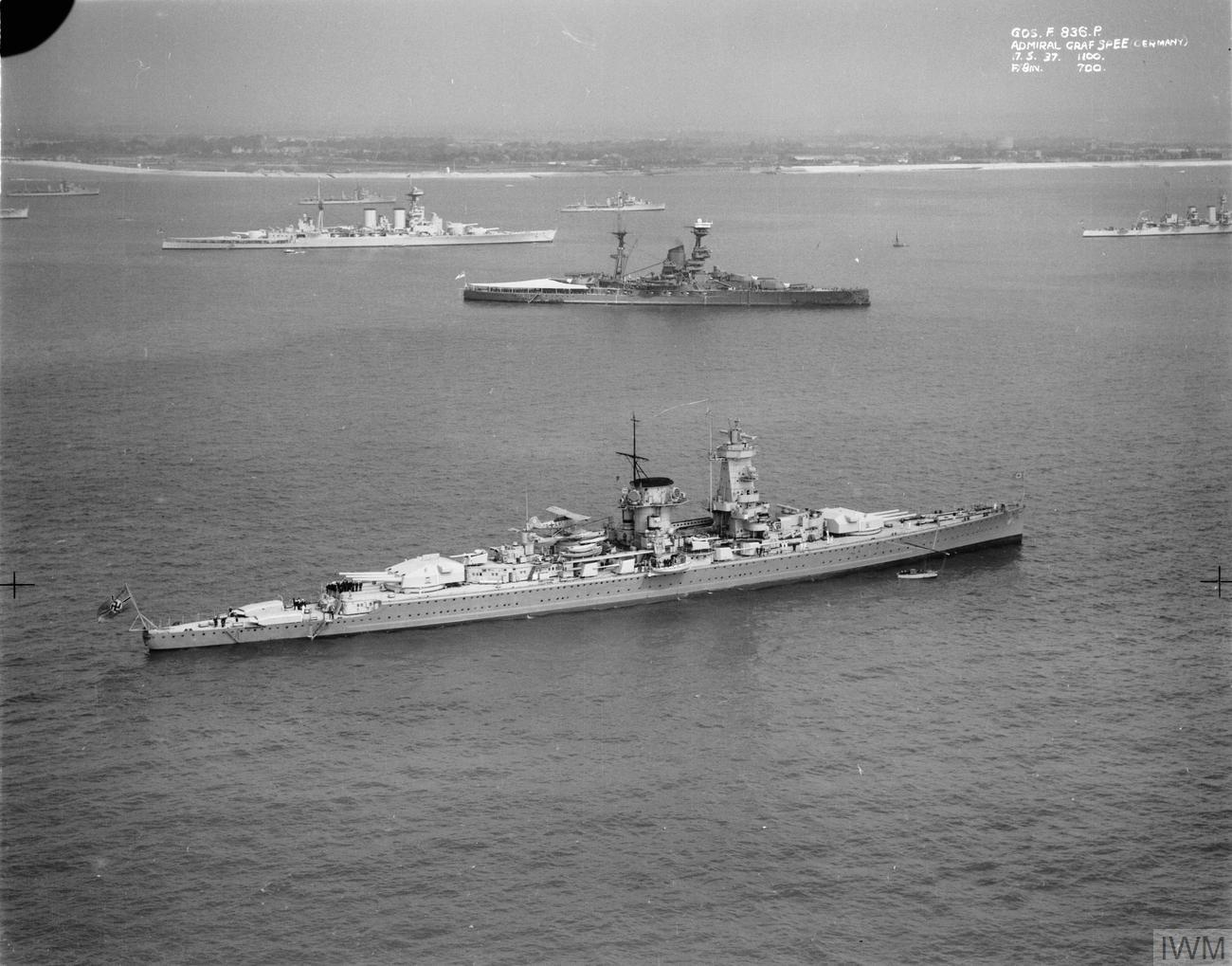
L'amiral Graf Spee à Spithead en 1937; et la se trouvent à l'arrière-plan.

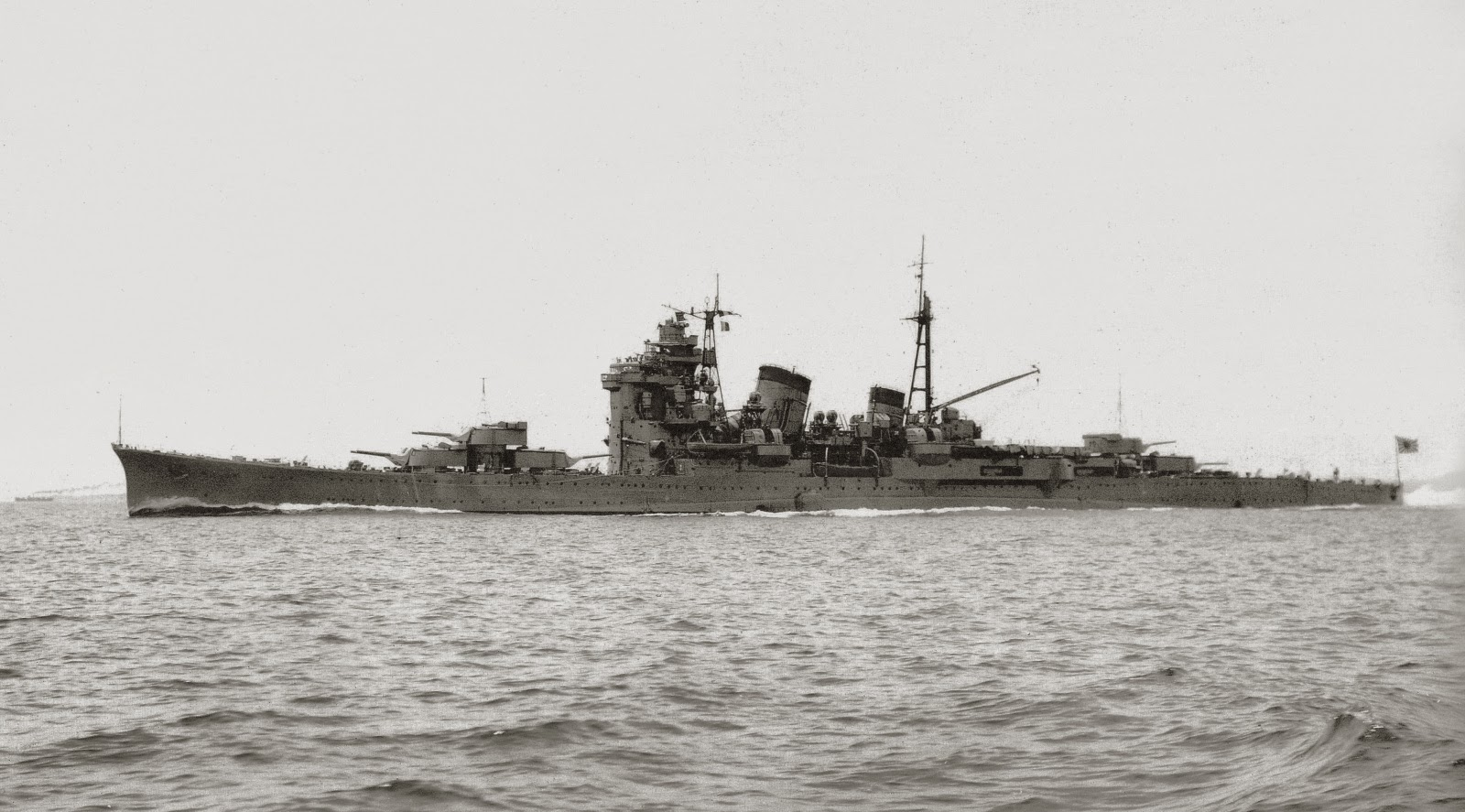
Ashigara au Spithead Naval Review, Portsmouth, mai 1937.

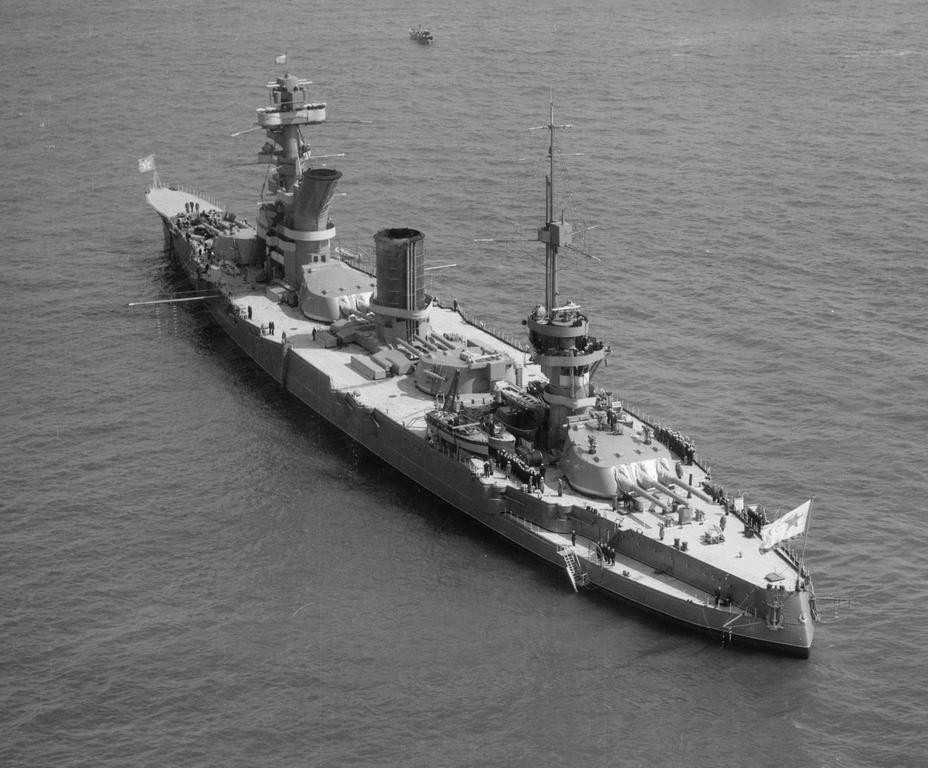
Marat à Spithead pour la revue de la flotte de 1937.

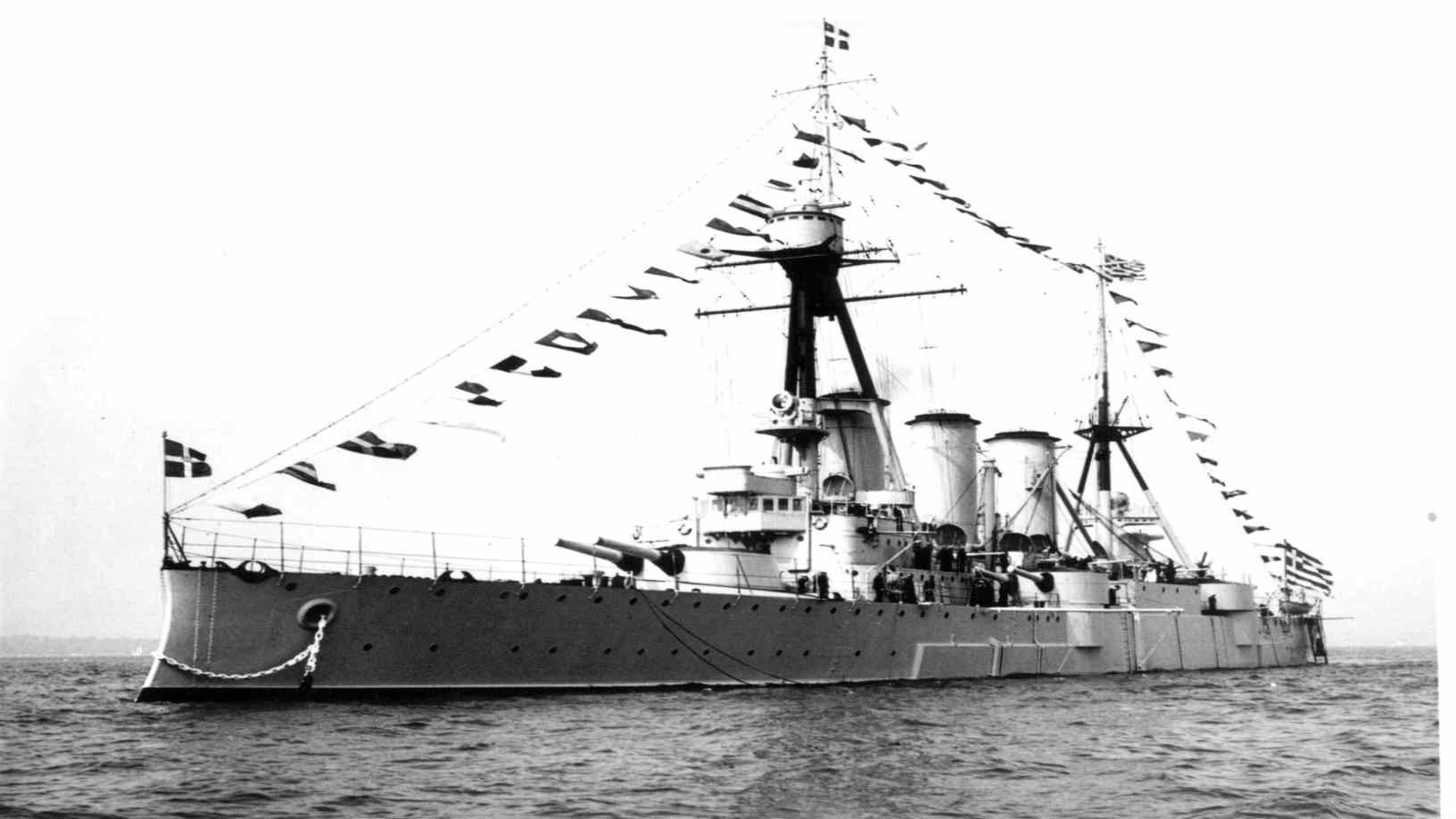
Averof à Coronation Naval Review, Spithead, 1937.

Le dernier événement de couronnement a été l'examen de la flotte, qui a eu lieu le 20 mai à Spithead au large de Portsmouth. La plus grande assemblée de navires de guerre depuis l'examen du couronnement de 1911, elle a été décrite par l'historien militaire Hedley Paul Willmott comme « le dernier défilé de la Royal Navy comme la marine la plus grande et la plus prodigieuse du monde ». Dix cuirassés et croiseurs de bataille britanniques sont présents, et pour la première fois lors d'une revue du couronnement, quatre porte-avions. Au total, il y avait 101 navires de guerre de surface, 22 sous-marins et 11 auxiliaires. La procession de révision comprenait le yacht royal, HMY Victoria et Albert, deux dragueurs de mines et un navire d'enquête. Le Commonwealth et l'Empire étaient représentés par deux navires de guerre du Canada et un chacun de Nouvelle-Zélande et de l'Inde. Un large éventail de navires marchands britanniques, allant des paquebots aux cargos, Bateau à roues à aubes, étaient également présents.
Par tradition, les marines étrangères étaient invitées à envoyer un seul navire de guerre chacune à la revue et dix-sept étaient présentes. Parmi eux, notons l'USS New York, le nouveau cuirassé français Dunkerque et le vieux Marat soviétique. Étaient également présents le formidable « cuirassé de poche » allemand, l'Admiral Graf Spee, le croiseur grec Georgios Averoff et le croiseur lourd japonais Ashigara.
À la suite de l'examen, au cours duquel le roi et la reine sur le yacht royal traversent sept lignes de navires amarrés, un défilé aérien est donné par le Fleet Air Arm, mais un deuxième passage prévu doit être abandonné en raison du temps brumeux. Cette nuit-là, les navires assemblés étaient éclairés par leurs propres projecteurs ; le spectacle a été décrit à la BBC Radio par le commentateur, le capitaine de corvette Thomas Woodrooffe, qui avait trop apprécié l'hospitalité navale et était très ivre.

## Voir également
- Couronnement du monarque britannique

### Citations
1. ↑  https://www.churchofengland.org/our-views/marriage,-family-and-sexuality-issues/divorce.aspx
2. ↑  Matthew, « Edward VIII (later Prince Edward, duke of Windsor) (1894–1972) », The Oxford Dictionary of National Biography, 2004
3. 1 2  Strong, Coronation, 2005, p. 421
4. 1 2 3  The Coronation Book of King George VI and Queen Elizabeth, n.d., pp. 16-17
5. ↑  Strong, Coronation, 2005, pp. 421–422
6. ↑  Strong, Coronation, 2005, p. 422
7. ↑  Strong, Coronation, 2005, p. 423
8. ↑  Beaken, Cosmo Lang: Archbishop in War and Crisis, 2012, pp. 132–133
9. 1 2  Beaken, Cosmo Lang: Archbishop in War and Crisis, 2012, pp. 132–133
10. ↑  Strong, Coronation, 2005, p. 458
11. ↑  Strong, Coronation, 2005, pp. 423, 459–460 and 462
12. ↑  Strong, Coronation, 2005, pp. 462–463
13. ↑  Strong, Coronation, 2005, p. 442
14. ↑  The Sydney Morning Herald (NSW) – Saturday 20 February 1937 – Coronation oath: form announced
15. ↑  Strong, Coronation, 2005, pp. 443–444
16. 1 2  « "George VI", Westminster Abbey (official website) », westminster-abbey.org (consulté le 12 septembre 2018)
17. ↑  Ramusack 2004, p. 125
18. ↑  "Plans for the Coronation Broadcast", Radio Times, 7 May 1937, p. 10
19. ↑  Strong, Coronation, 2005, p. 428
20. ↑  Hobsbawn and Ranger, The Invention of Tradition, 1983 (2012 reprint), p. 241
21. 1 2  « Supplement to the London Gazette, 10 November 1937 issue no. 34453, p. 7037 » (consulté le 26 mai 2014)
22. ↑  Supplement to the London Gazette, 10 November 1937, issue 34453, pp. 3071–3077
23. ↑  « Supplement to the London Gazette, 10 November 1937 issue no. 34453, p. 7038 » (consulté le 26 mai 2014)
24. ↑  Tierney, Elizabeth the Queen Mother Paper Dolls, 2001, p. 71
25. 1 2  « Supplement to the London Gazette, 10 November 1937 issue no. 34453, p. 7043 » (consulté le 26 mai 2014)
26. ↑  « Supplement to the London Gazette, 10 November 1937 issue no. 34453, p. 7044 » (consulté le 26 mai 2014).
27. ↑  « Supplement to the London Gazette, 10 November 1937 issue no. 34453, pp. 7044–45 » (consulté le 26 mai 2014).
28. ↑  Range, Music and Ceremonial at British Coronations: From James I to Elizabeth II, 2003, p. 243
29. ↑  Lacey, Monarch: The Life and Reign of Elizabeth II, p. 111
30. ↑  Supplement to the London Gazette, 10 November 1937, issue no. 34453, p. 7054
31. ↑  Supplement to the London Gazette, 10 November 1937, issue no. 34453, pp. 7055–56
32. ↑  Supplement to the London Gazette, 10 November 1937, issue no. 34453, p. 7056
33. ↑  Supplement to the London Gazette, 10 November 1937, issue no. 34453, pp. 7056–57; list of peers pp. 7057–73
34. 1 2  Supplement to the London Gazette, 10 November 1937, issue no. 34453, p. 7073
35. ↑  Supplement to the London Gazette, 10 November 1937, issue no. 34453, pp. 7073–74
36. ↑  Strong, Coronation, 2005, p. 452
37. ↑  The Central Queensland Herald, 20 May 1937, p. 21
38. ↑  "Coronation", HC Deb 16 March 1937 vol 321 cols 1833–1836 (Hansard)
39. ↑  The Advocate (Burnie, Tasmania) – Wednesday 19 August 1936 – Coronation Procession Route: Longest on record (p. 1)
40. ↑  Richards, Imperialism and Music: Britain, 1876–1953, p. 113
41. ↑  Amphion Recordings – British Choral Tradition Volume Two – Choirs Royal – Choral Music from the 1937 Coronation
42. ↑  Petrocelli, William Walton and the Violin Concerto in England between the 1900 and 1940, 2007, p. 32
43. ↑  Strong, Coronation, 2005, p. 468
44. ↑  Richards p. 114
45. ↑  « Music played at the C20th Coronations », studylib.net, StudyLib (consulté le 5 octobre 2018).
46. ↑  « Coronation of George VI, May 12 1937 », www.westminster-abbey.org, Dean and Chapter of Westminster Abbey (consulté le 27 septembre 2018).
47. ↑  Strong, Coronation, 2005, p. 494
48. ↑  Beaken, Cosmo Lang: Archbishop in War and Crisis, 2012, p. 135
49. ↑  Beaken, Cosmo Lang: Archbishop in War and Crisis, 2012, pp. 134–35
50. ↑  "Plans for the Coronation Broadcast", Radio Times, 7 May 1937, pp. 10–11
51. ↑  Range, Music and Ceremonial at British Coronations, 2012, p. 31
52. ↑  Potter, Broadcasting Empire, 2012, p. 99
53. ↑  Potter, Broadcasting Empire, 2012, p. 94
54. ↑  « The story of BBC Television – Television out and about », bbc.co.uk
55. ↑  S. Bates, "King Edward VIII abdication: the newspaper that never was", The Guardian, 9 December 2011
56. ↑  Strong, Coronation, 2005, pp. 446–447
57. ↑  Strong, Coronation, 2005, pp. 447–448
58. ↑  The London Gazette, 11 May 1937, issue no. 34396, pp. 3074–3105
59. ↑  Joslin, The Standard Catalogue of British Orders and Decorations, 1976, p. 36
60. ↑  "King George VI Coronation Medal (1937)", Veterans Affairs of Canada (official site), veterans.gc.ca (accessed on 30 May 2014)
61. ↑  Mussell (ed.) et al., Coin Yearbook 2010, 2010, pp. 170, 173, 179 and 256
62. ↑  The Central Queensland Herald, 20 May 1937, p. 20
63. ↑  P. Conrad, "The big picture: a coronation street party in Islington, London, 1937", The Observer, 16 May 2010, and newspaper clippings at "Coronation of King George VI 12th May 1937" at History of Wallasey (accessed on 29 May 2014)
64. ↑  See also: 'Coronation Souvenir', 1937, The National Archives profile of Flickr (accessed 29 May 2014)
65. ↑  Market Lavington Museum Blog, 30 March 2012 (accessed on 29 May 2014)
66. ↑  Driver, Culinary Landmarks: A Bibliography of Canadian Cookbooks, 2008, pp. 800–01
67. ↑  Willmott, H P (2010) The Last Century of Sea Power: From Washington to Tokyo, 1922–1945, Indiana University Press,  (ISBN 978-0-253-35214-9) (pp. 24–25)
68. 1 2  Willmott, p. 34
69. ↑  Willmott, p.28
70. ↑  F E M, « The Naval Review: Vol. xxv. No. 3 (pp. 417–418) » [archive du 21 octobre 2014], www.naval-review.com, The Naval Review, août 1937 (consulté le 17 octobre 2014).
71. ↑  « History of the BBC - Thomas Woodrooffe at the [sic] Coronation Fleet Review 20 May 1937 », www.bbc.co.uk, BBC, 3 juin 2014.